# VW Polo V
| Sterne im Euro-NCAP-Crashtest |

Der Volkswagen Polo V ist die fünfte Generation des Polo und wurde von Volkswagen produziert. Er wurde im März 2009 als fünftüriges Steilheck-Fahrzeug auf dem Genfer Auto-Salon präsentiert; das dreitürige Modell wurde im September 2009 auf der IAA in Frankfurt am Main vorgestellt.
Der Polo V konnte ab dem 5. März 2009 bestellt werden. Mit Beginn der Produktion Ende März 2009 löste er den Vorgänger Polo IV ab. Die ersten Wagen wurden im Juni 2009 ausgeliefert.
Der Polo V gilt als Kleinwagen; er ist ähnlich lang und breit wie der Golf II, aber etwas höher.

## Modellgeschichte

### Allgemeines
Technisch basiert der Polo V (Typ 6R) auf der gleichen Plattform (PQ25) wie Audi A1 8X und Seat Ibiza 6J. Er ist länger, breiter und niedriger als das Vorgängermodell. Der Kofferraum fasst in der Standardeinstellung 280 Liter und kann durch Umklappen der Rückbank auf 952 Liter vergrößert werden. Die Form des Polo orientiert sich vor allem im Frontbereich stark am Golf VI.
Erstmals in einem Polo sind ein 7-Gang-Doppelkupplungsgetriebe und Radio-Navigationssysteme mit Touchscreen-Bedienung erhältlich. Seit Ende Mai 2010 werden als Sonderausstattung Bi-Xenonscheinwerfer mit statischem Kurvenlicht und LED-Tagfahrlicht und seit Mitte September 2010 auch ein elektrisch bedienbares Panorama-Schiebedach angeboten. Ab 2014 war die automatische Distanzregelung ACC mit Umfeldbeobachtungssystem Front Assist und City-Notbremsfunktion erhältlich.
Der Widerstandsbeiwert (cw) liegt bei 0,32, die Stirnfläche bei 2,05 m² und der effektive Luftwiderstand bei 0,66 m². Der Polo V ist umweltfreundlicher durch effizientere Motoren wie die TSI, durch ein Doppelkupplungsgetriebe, durch Start-Stop-Technologie mit optimierter Generatorsteuerung sowie durch den Einsatz von 40 % Rezyklaten.
Die Generation des Polo erreicht erstmals fünf Sterne im Euro-NCAP-Crashtest.

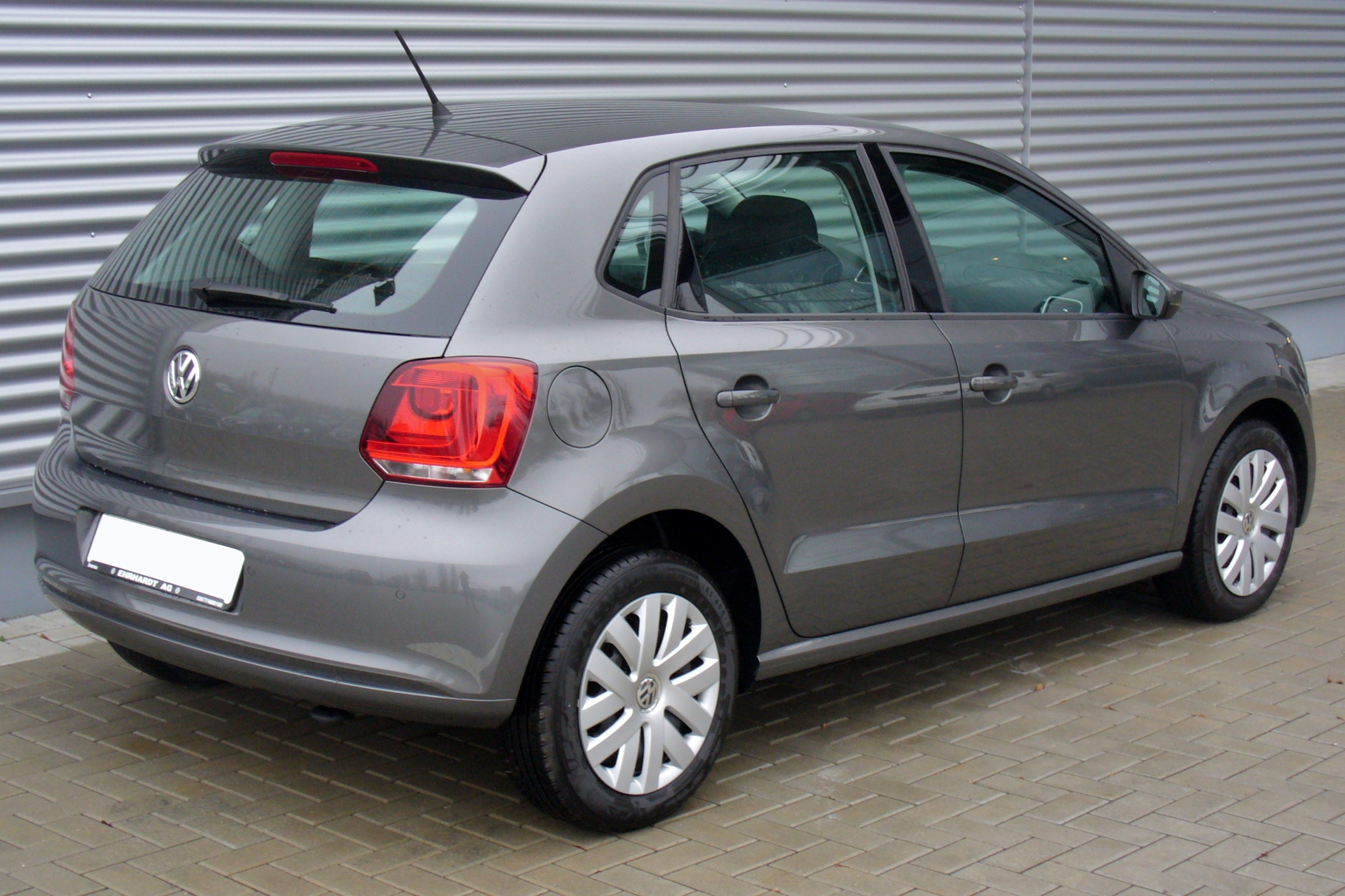
Heckansicht
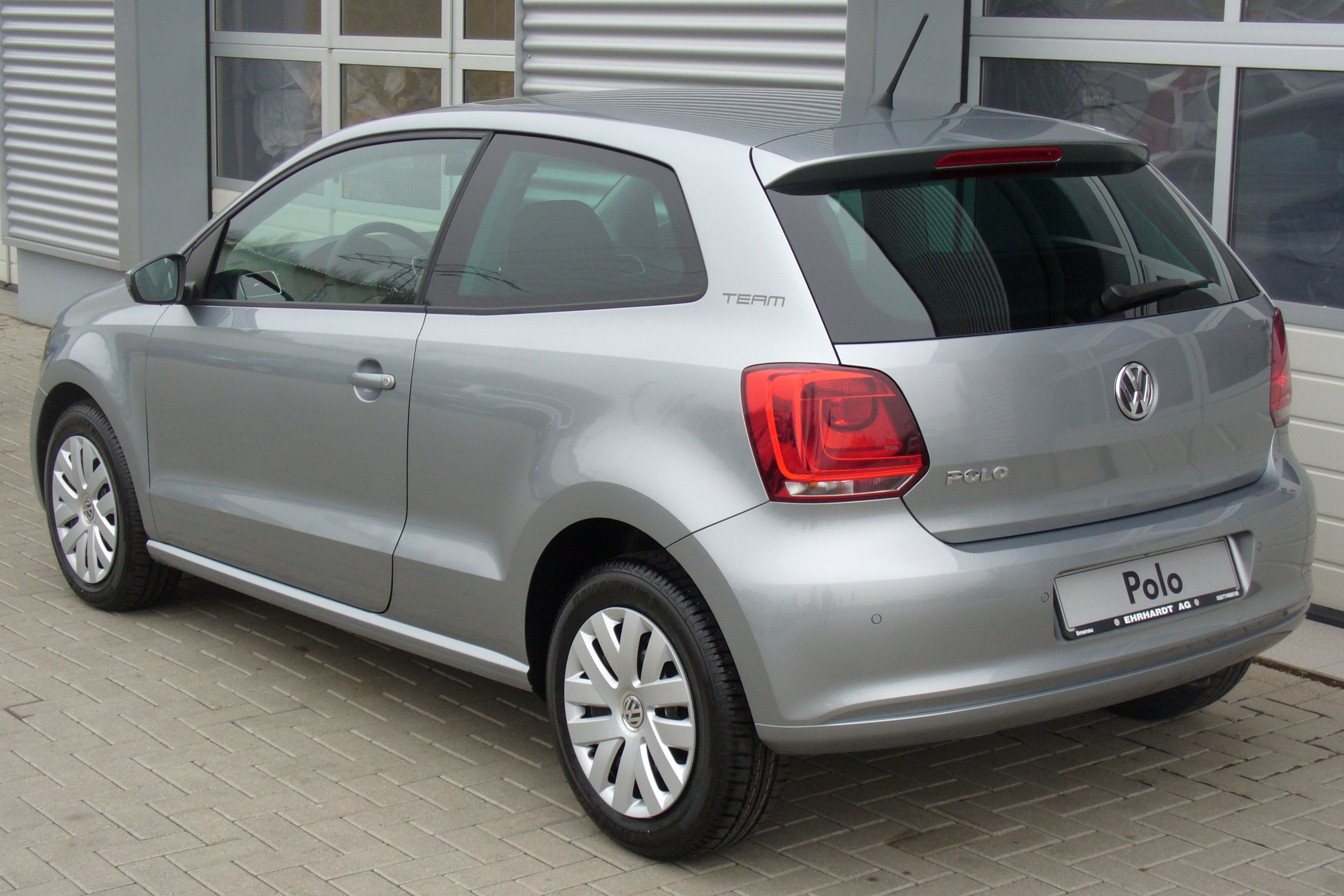
VW Polo Dreitürer (2009–2014)
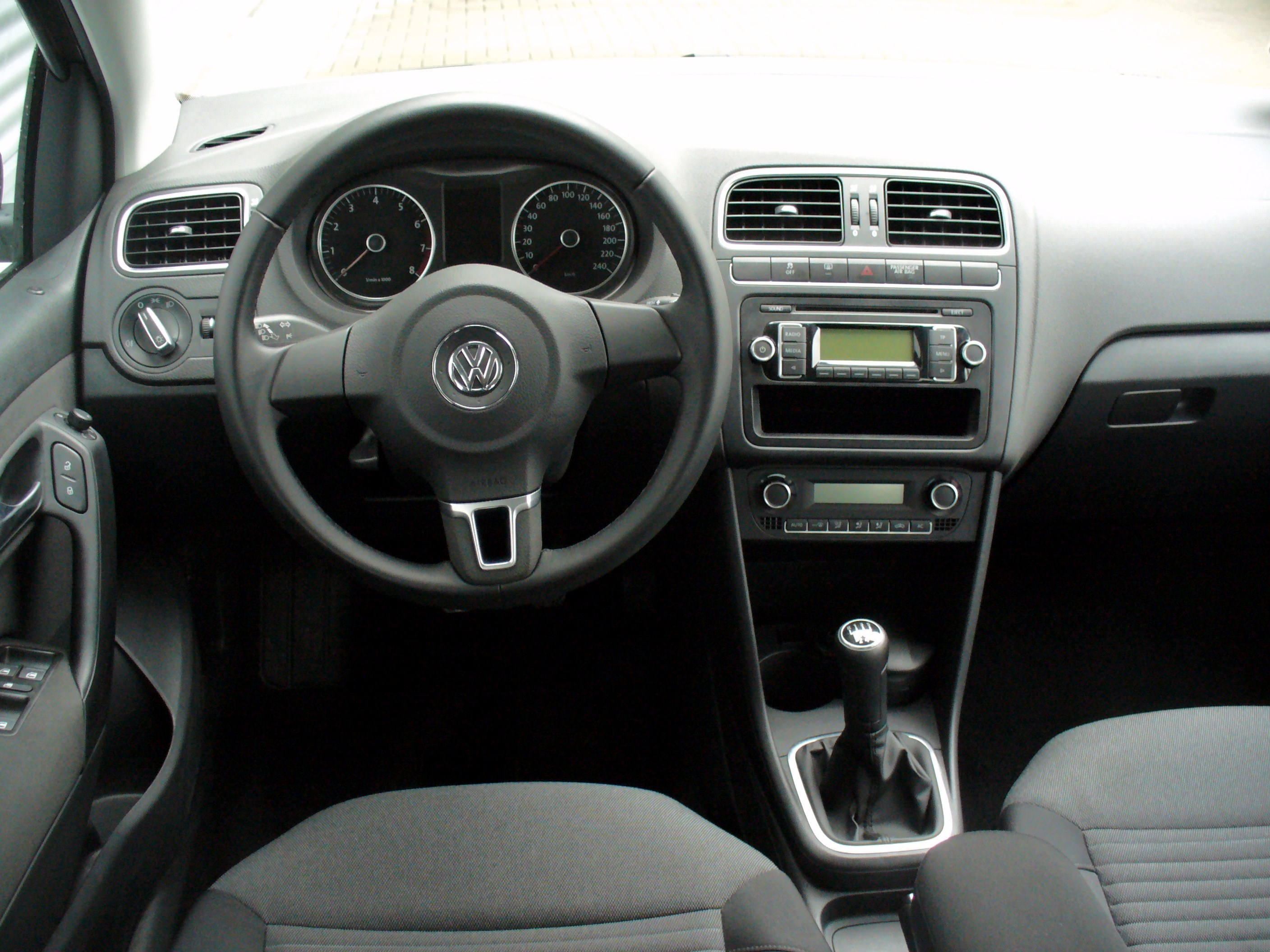
Interieur

### Modellpflege
Seit dem 22. April 2014 war der durch ein Facelift aufgewertete Polo (Typ 6C) im Handel. Dennoch findet man bei einigen Modellen immer noch die Bezeichnung 6R in den Fahrzeugpapieren, was zu Problemen beim Bestellen von Ersatzteilen führen kann.
Es gab Änderungen an der Front- und Heckschürze sowie den Heckleuchten. Auf Grund der vielen zusätzlichen Technik wurde die beim Polo 6R verwendete Plattform weiterentwickelt. Die neue Plattform erhielt die Bezeichnung PQ26. LED-Scheinwerfer ersetzten die bisher erhältlichen Bi-Xenon-Scheinwerfer (außer beim BlueGT und dem CrossPolo). Alle Motoren wurden überarbeitet und erfüllten die Euro-6-Abgasnorm. Neu im Programm waren der 1,4-Liter-Dreizylinder-Dieselmotor (Durchschnittsverbrauch 3,1 l/100 km im Polo BlueMotion) und der 1,0-Liter-Dreizylinder-Ottomotor.

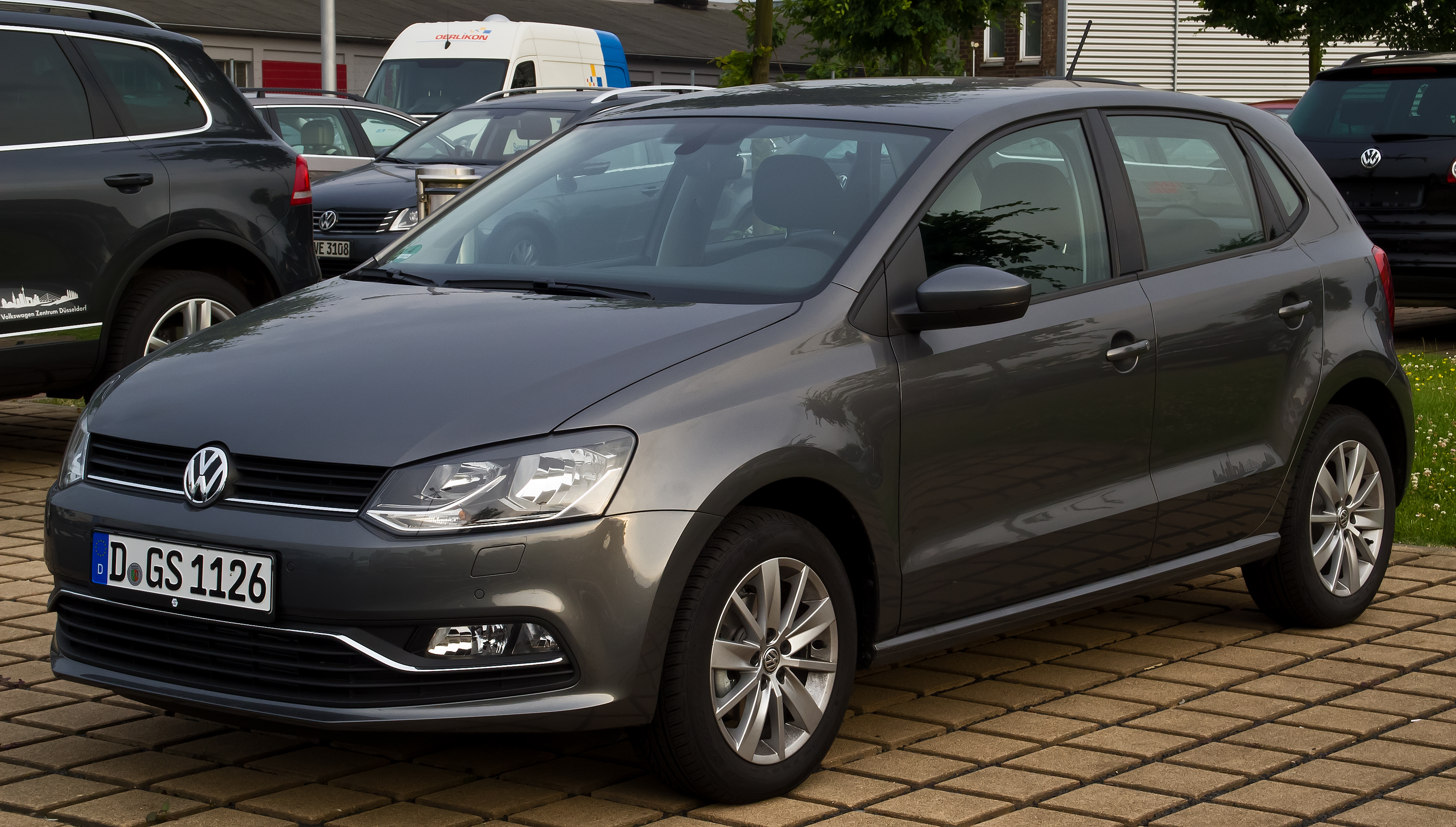
VW Polo Fünftürer (2014–2017)
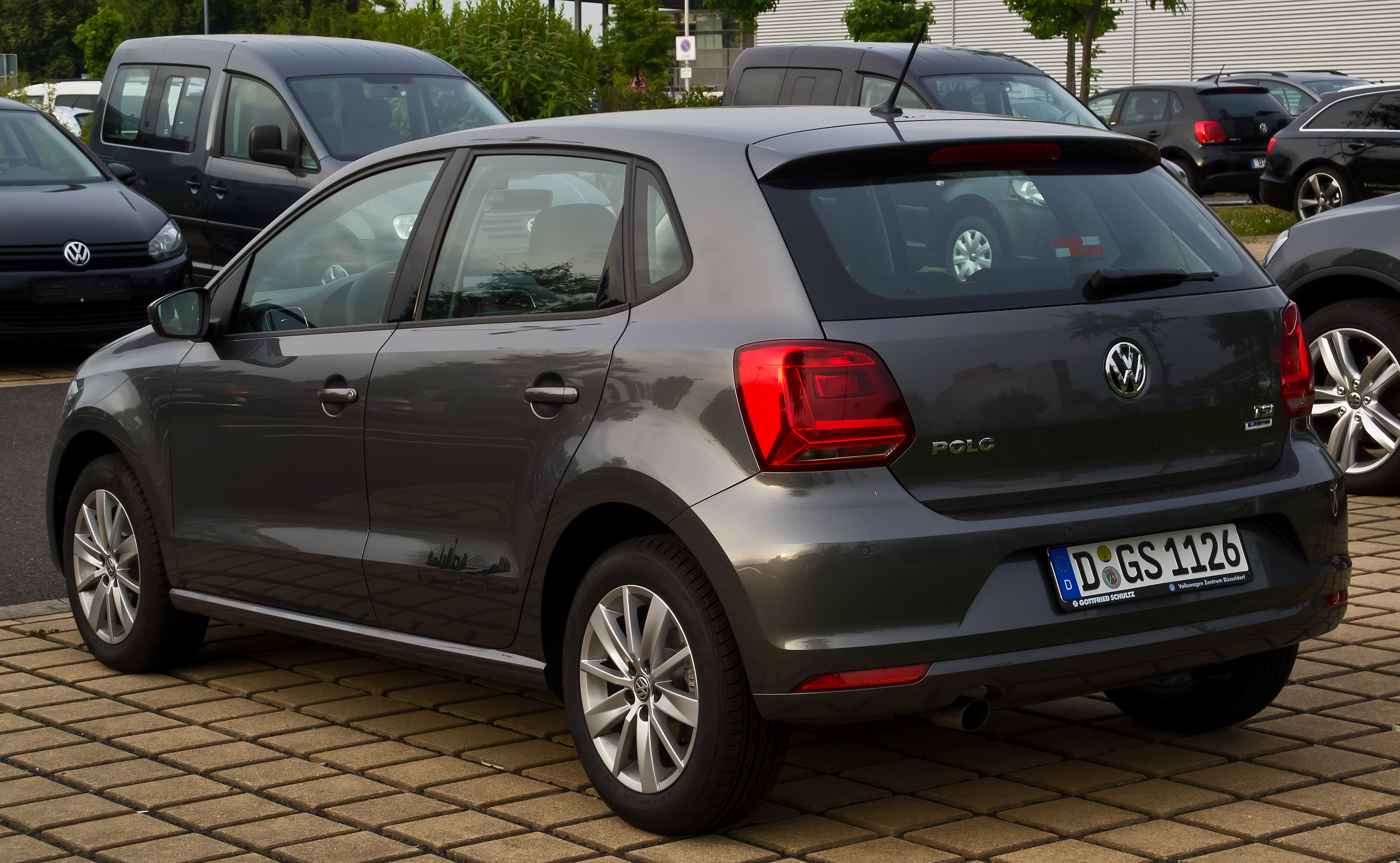
Heckansicht
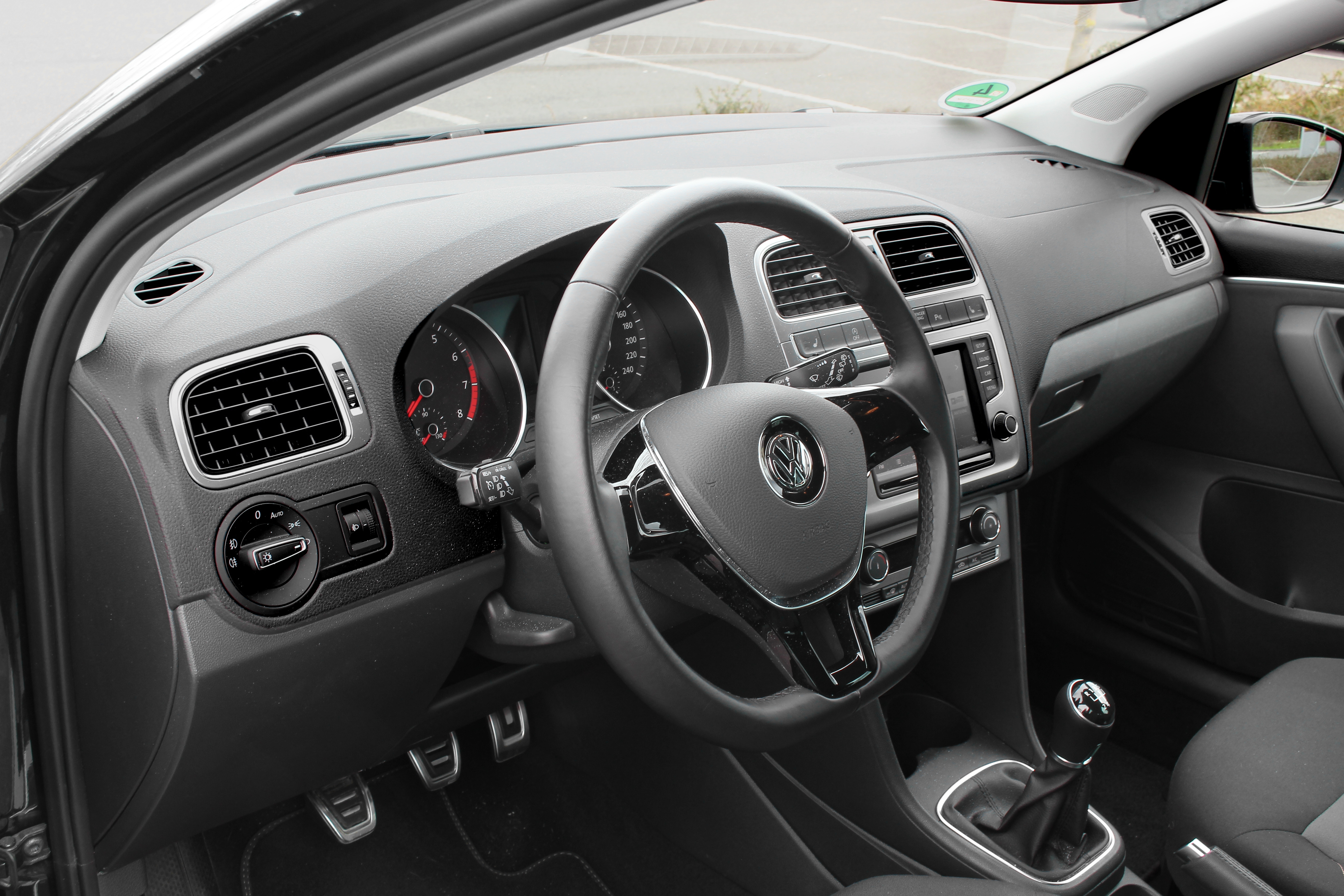
Cockpit des „Allstar“-Sondermodells

### Ausstattung (Deutschland)
Das Basismodell Trendline war zuletzt zu einem Grundpreis ab 12.750 Euro erhältlich. Zur Serienausstattung gehören unter anderem elektrische Fensterheber (beim Fünftürer nur für die vorderen Türen), Servolenkung, 14-Zoll-Stahlräder, Zentralverriegelung und ein höhenverstellbarer Fahrersitz. Eine Klimaanlage war als Sonderausstattung nur zusammen mit einem CD-Radio erhältlich. Die Auswahl an Mehrausstattungen war zudem eingeschränkt. Die Trendline-Modelle hatten H4-Scheinwerfer, wohingegen die anderen Modelle mit kombinierten H7/H7-Scheinwerfern für Abblend- und Fernlicht ausgestattet waren.
Ab der Ausstattungslinie Comfortline sind elektrische Fensterheber für alle Türen serienmäßig vorhanden. Die Grundausstattung umfasst zusätzlich unter anderem 15-Zoll-Stahlräder, mehrere Chromelemente im Innenraum und am Kühlergrill, ein gepolstertes Armaturenbrett, Türgriffe und Außenspiegelkappen in Wagenfarbe, eine Armlehne zwischen den Vordersitzen, Sitzbezüge in zwei Farben wählbar, Beifahrersitz mit Höheneinstellung, elektrisch einstell- und beheizbare Außenspiegel, Zentralverriegelung mit Funkfernbedienung, Klimaanlage und eine Einparkhilfe hinten. Weiterhin sind Rücksitzbank und -lehne asymmetrisch geteilt umklappbar und der Gepäckraum ist mit einem doppelten Boden ausgestattet.
In der höchsten Ausstattungsvariante Highline sind darüber hinaus neben Lenkrad, Schalthebel und Handhebel in Leder auch beheizbare Sportsitze vorn mit hochwertigen Bezügen, eine Multifunktionsanzeige und ein Reifendruckkontrollsystem enthalten. Die Außenausstattung umfasst unter anderem 15-Zoll-Leichtmetallräder, Nebelscheinwerfer, Scheinwerferreinigungsanlage und erweiterte Chromelemente am unteren Kühlergrill.
Die Versionen für Österreich und die Schweiz weichen in Details davon ab.

### Sicherheit
Alle Fahrzeuge sind serienmäßig mit Antiblockiersystem (ABS) mit Bremsassistent, Elektronisches Stabilitätsprogramm (ESP) mit elektronischer Differenzialsperre, Antriebsschlupfregelung (ASR) und Motor-Schleppmoment-Regelung und einem Berganfahrassistenten ausgestattet. Fahrer- und Beifahrerairbag und Kopf- und Seitenairbags für die Frontsitze sind in der Serienausstattung enthalten. Kopfairbags und Gurtstraffer für die hinteren Sitze sind gegen Aufpreis erhältlich.
Im Euro-NCAP-Crashtest wurde der Polo V im Jahr 2009 mit fünf von fünf möglichen Sternen bewertet. Bei der Bewertung der Insassensicherheit von Erwachsenen erreichte er 90 Prozent und bei der Insassensicherheit von Kindern 86 Prozent der maximal möglichen Punktzahl. Im Bereich Fußgängerschutz erhielt er 41 Prozent der Punkte. Die serienmäßige Sicherheitsausstattung erhielt 71 Prozent der Punkte. Die verbesserte Steifigkeit wird beim Polo über hoch- und höchstfeste Stähle erreicht, die Karosserie ist dabei leichter als die des Vorgängers.

## Sondermodelle
Anlässlich der Fußball-Weltmeisterschaft 2010 in Südafrika bot Volkswagen von Ende Dezember 2009 bis Ende Dezember 2010 das Sondermodell Team an. Die auf dem Comfortline-Modell basierende Grundausstattung wurde unter anderem um abgedunkelte Heck- und Seitenscheiben, Lederlenkrad, beheizbare Sportsitze für Fahrer und Beifahrer, Nebelscheinwerfer, Geschwindigkeitsregelanlage, Regensensor, automatisch abblendenden Innenspiegel und CD-Radio ergänzt.
Zwischen Ende Dezember 2010 und Ende Dezember 2011 bot Volkswagen das Sondermodell Style an, das eine ähnliche Grundausstattung mit abgedunkelten Seiten- und Heckscheiben, beheizbaren Vordersitzen, Klimaanlage, automatisch abblendendem Innenspiegel, CD-Radio und 15-Zoll-Leichtmetallrädern hat. Die Gehäuse der Außenspiegel sind unabhängig von der Farbe des Fahrzeugs immer schwarz lackiert. Als Sonderausstattung ist unter anderem ein Style Plus genanntes Paket erhältlich, das neben 16-Zoll-Leichtmetallrädern auch ein Panorama-Glasschiebedach enthält. Im Gegensatz zum Sondermodell Team basiert die Style-Version nicht auf dem Comfortline-, sondern auf dem Trendline-Modell.
Von Dezember 2011 bis Anfang 2013 war das Sondermodell Match erhältlich. Anschließend erschien der Polo Life, der im Frühjahr 2014 auslief. Die Ausstattung ist mit dem Polo Match vergleichbar; sie unterscheidet sich im Wesentlichen durch die serienmäßige Klimatronic und die große Radioanlage RCD 310.
Seit der Markteinführung des überarbeiteten Polo 6C im April 2014 wird das Sondermodell Fresh angeboten. Neben einer eigenen Farbgestaltung und verchromten Einstiegsleisten hat es abgedunkelte Rückleuchten, LED-Kennzeichenleuchten und schwarz lackierte Außenspiegel, die bisher in keiner der anderen Modellreihen erhältlich sind. Zudem bietet es serienmäßig Sportsitze, Pedale mit Aluminiumglanz und ein Lederlenkrad mit farbigen Ziernähten. Ansonsten entspricht die Ausstattung weitgehend der Comfortline, wobei zusätzlich das Fahrkomfortpaket (Geschwindigkeitsregelanlage, automatische Fahrlichtschaltung, Müdigkeitserkennung, Scheibenwischersteuerung durch Regensensor), das Connectivity-Paket (Freisprecheinrichtung und Media-in-Buchse) und das Radio „Composition Colour“ enthalten sind.
Auch ein Abstandstempomat (bis 160 km/h) und das Umfeldbeobachtungssystem waren erstmals im Polo als Sonderausstattung wählbar.
Anders als andere VW-Modellreihen wurde der Polo 6C anlässlich der Fußball-WM 2014 nicht als CUP-Sondermodell angeboten, sondern mit einem CUP-Paket, in dem auch andere Sonderausstattungspakete zusammengefasst wurden.

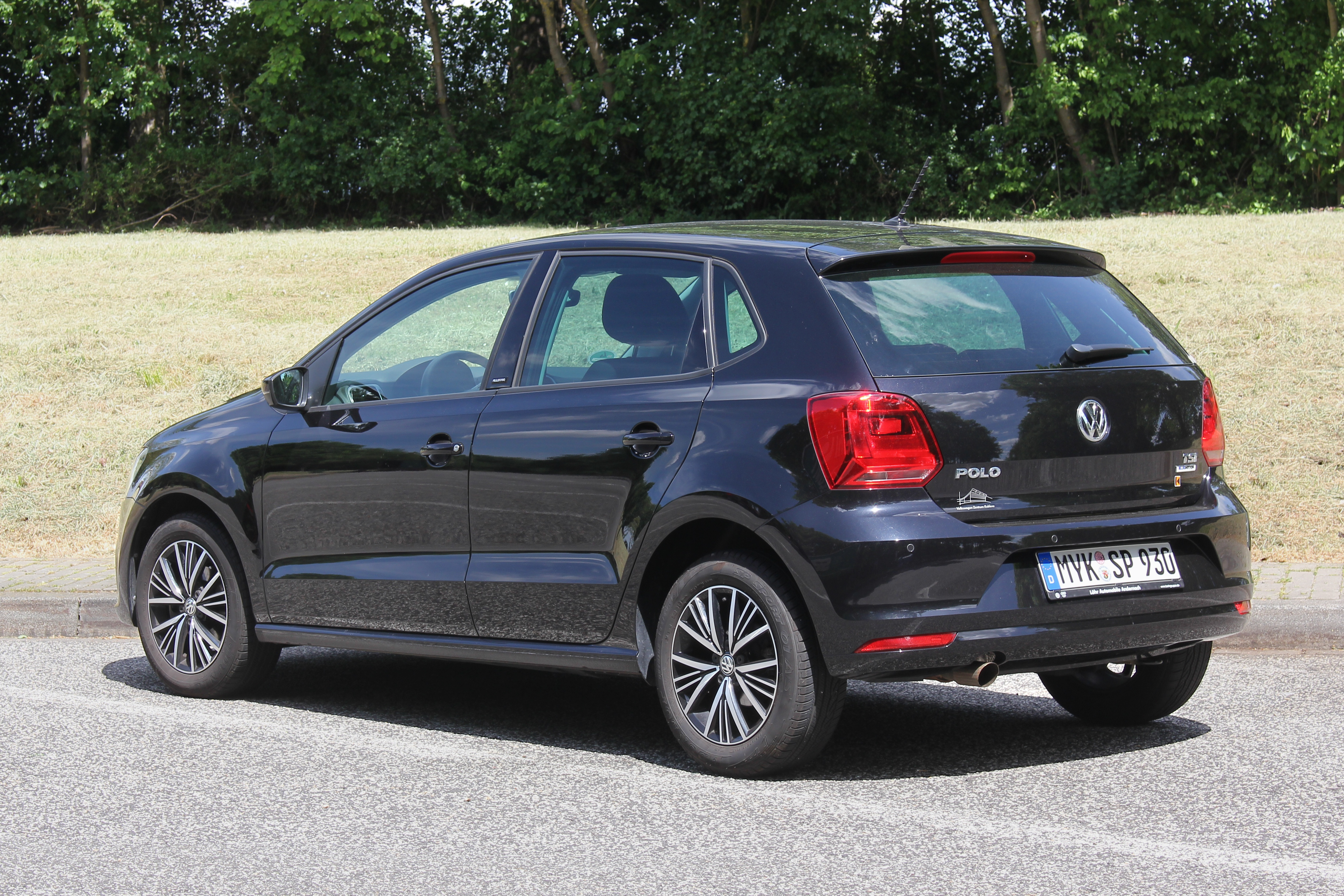
VW Polo Allstar, Baujahr 2016

2015 war der Polo als Sondermodell Club & Lounge erhältlich. Das Sondermodell basierte auf der Comfortline-Ausstattung und hatte unter anderem Sonderpolster/-Dekore sowie die Plakette LOUNGE auf den vorderen Seitenteilen. Es hatte Aluminiumräder (185/60 R 15), dunkelrote Rückleuchten, ab der B-Säule abgedunkelte Scheiben, in Leder gefasste Armaturen wie Schaltknauf, Lenkrad und Handbremsgriff mit farbigen Ziernähten, Sonder-Fußmatten, Nebelscheinwerfer mit Abbiegelicht, Licht-/Regensensor, Coming-/Leaving-Home-Funktion, Geschwindigkeitsregelanlage, Innenspiegel mit Abblendautomatik, Klimaautomatik, Müdigkeitserkennung und das Radio „Composition Color“ mit sechs Lautsprechern.
Gegen Mehrpreis gab es das Lounge-Plus-Paket mit Extras wie 16-Zoll-Aluminiumrädern (215/45), LED-Scheinwerfern und -Kennzeichenbeleuchtung, Scheinwerfer-Reinigungsanlage und Warnleuchte für den Waschwasserstand.
Seit Ende Dezember 2015 bot VW das Sondermodell ALLSTAR an und seit Ende Dezember 2016 das Sondermodell SOUND.

## Modellvarianten
Im Laufe der Zeit wurden vom Polo V verschiedenartige Varianten angeboten, die sich von der Serienversion durch eine abweichende Grundausstattung unterscheiden; teilweise haben sie eine modifizierte Karosserie oder eine für das normale Modell nicht erhältliche Motorisierung.

### Polo BlueMotion

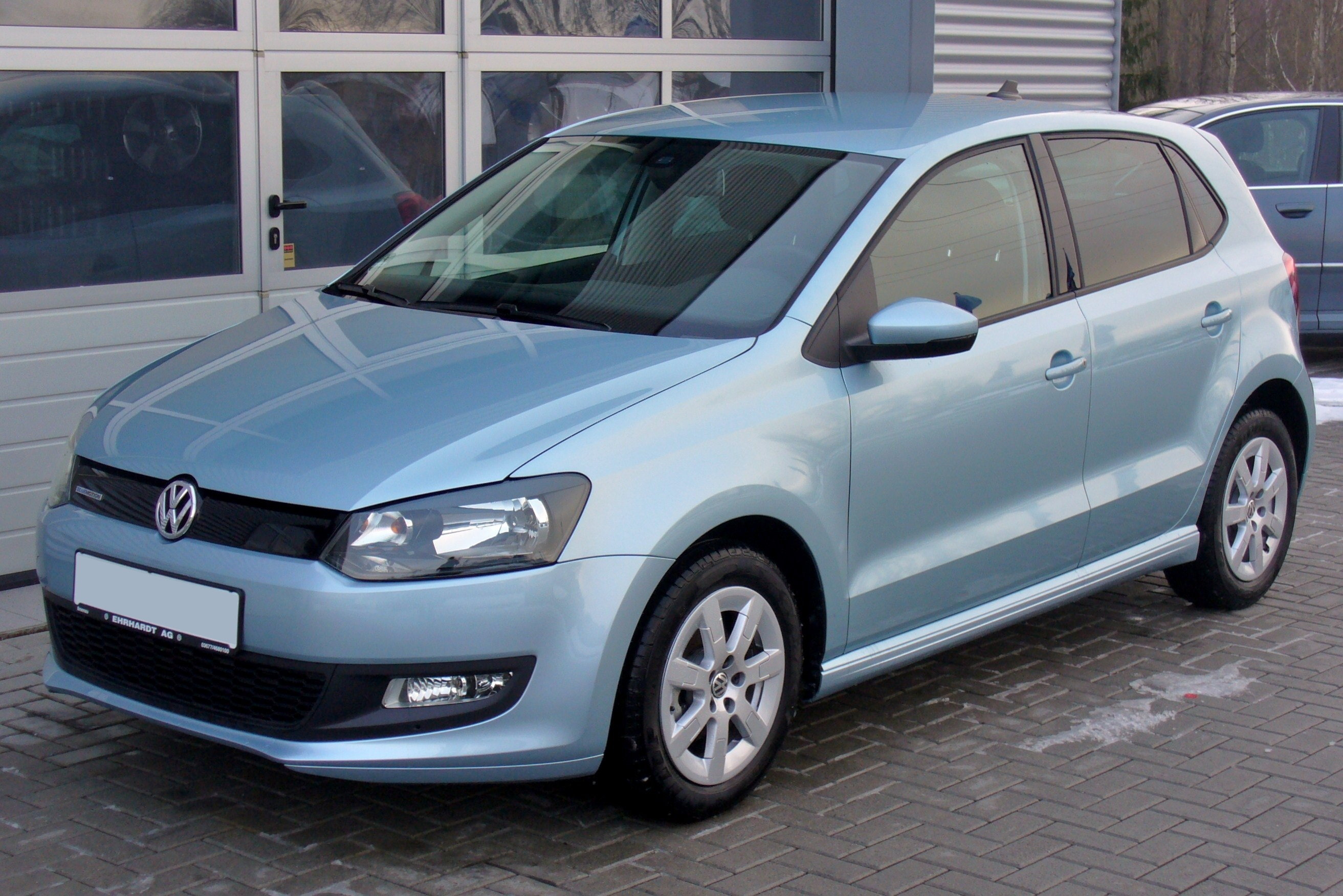
VW Polo BlueMotion (2009–2014)

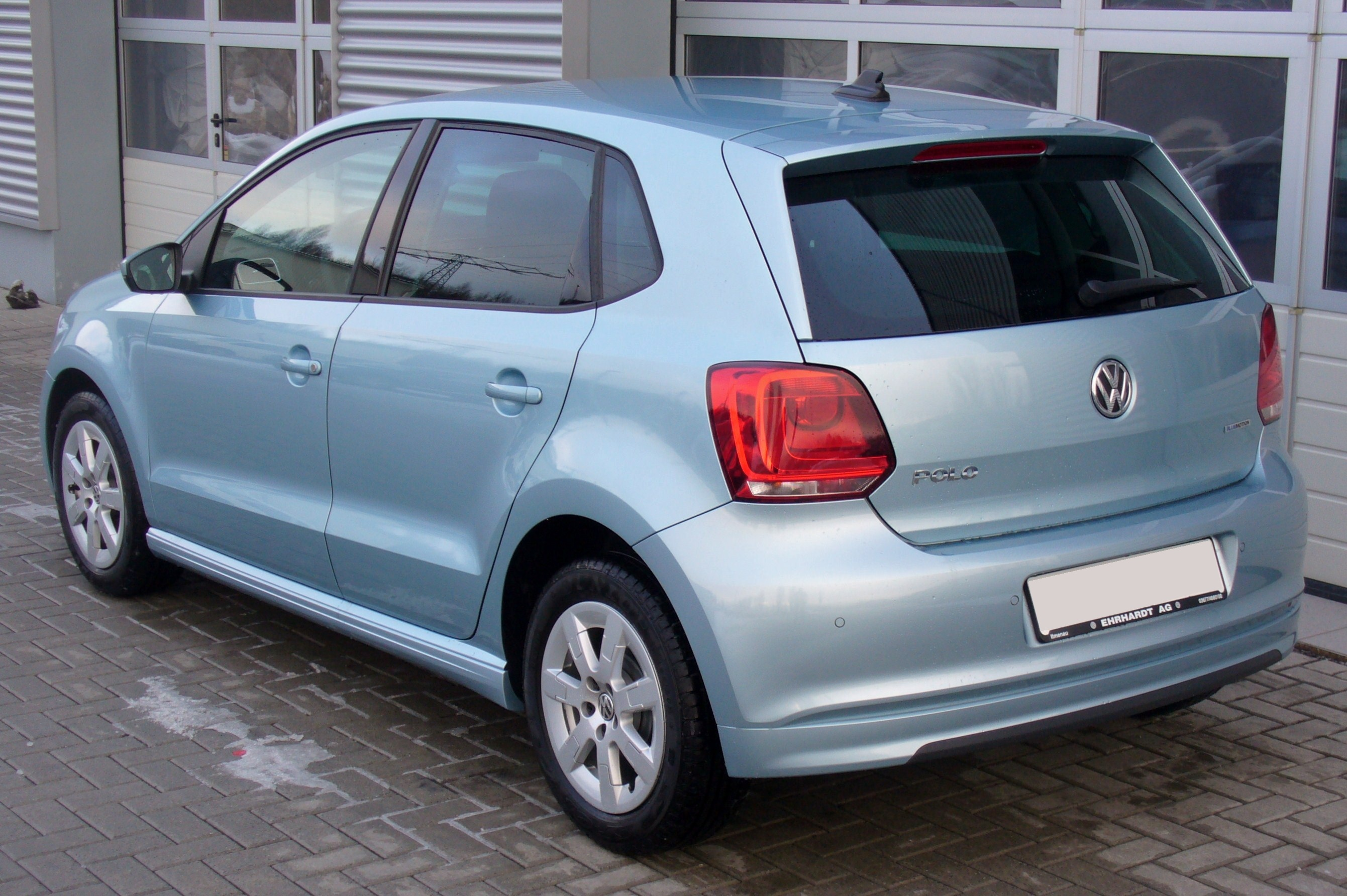
Heckansicht

Neben dem fünftürigen Serienmodell des Polo V wurde auf dem Genfer Auto-Salon im März 2009 auch das Konzeptfahrzeug Polo concept BlueMotion präsentiert. Das seriennahe Fahrzeug wird von einem neu entwickelten 3-Zylinder-Common-Rail-Dieselmotor mit 1,2 Liter Hubraum und 55 kW (75 PS) Leistung angetrieben. Der Verbrauch liegt laut Volkswagen bei 3,3 Liter Diesel auf 100 Kilometer und die CO2-Emission beträgt 87 Gramm pro Kilometer. Neben den bereits bei der BlueMotion-Variante des Polo IV durchgeführten Veränderungen gegenüber dem normalen Serienmodell hat die BlueMotion-Version des Polo V ein Start-Stopp-System, die Möglichkeit der Bremsenergierückgewinnung und eine Multifunktionsanzeige mit Gangempfehlung für die Wahl der verbrauchsgünstigsten Gangstufe.
Die Serienversion des Polo V BlueMotion wurde im September 2009 auf der IAA in Frankfurt am Main vorgestellt und ist seit dem 14. Dezember 2009 bestellbar. Das Fahrzeug ist in zwei Varianten erhältlich, die beide gleich motorisiert sind. Die erste Variante (Polo BlueMotion 87g) verbraucht laut Hersteller 3,3 Liter Diesel auf 100 Kilometer und ist nur mit einer eingeschränkten Auswahl an Sonderausstattungen verfügbar. Die zweite Variante (Polo BlueMotion 89g) soll durchschnittlich 3,4 Liter Kraftstoff verbrauchen, ist dafür aber mit umfangreicherer Sonderausstattung erhältlich.
Grund für diese Maßnahme ist die Einstufung der Fahrzeuge in sogenannte Schwungmassenklassen, anhand derer die vorgegebene Bremswirkung des Rollenprüfstandes bei der Verbrauchsmessung bestimmt wird. Diese Einstufung erfolgt nicht anhand des Leergewichts der Fahrzeuge, sondern auf Grundlage des Leergewichts zuzüglich aller erhältlichen Sonderausstattungen. Durch die Einschränkung der verfügbaren Ausstattung wird der Polo BlueMotion 87g in eine niedrigere Schwungmassenklasse eingestuft, was bei der Messung niedrigere Verbrauchswerte ermöglicht.
Siehe auch: Polo CityVan

### CrossPolo

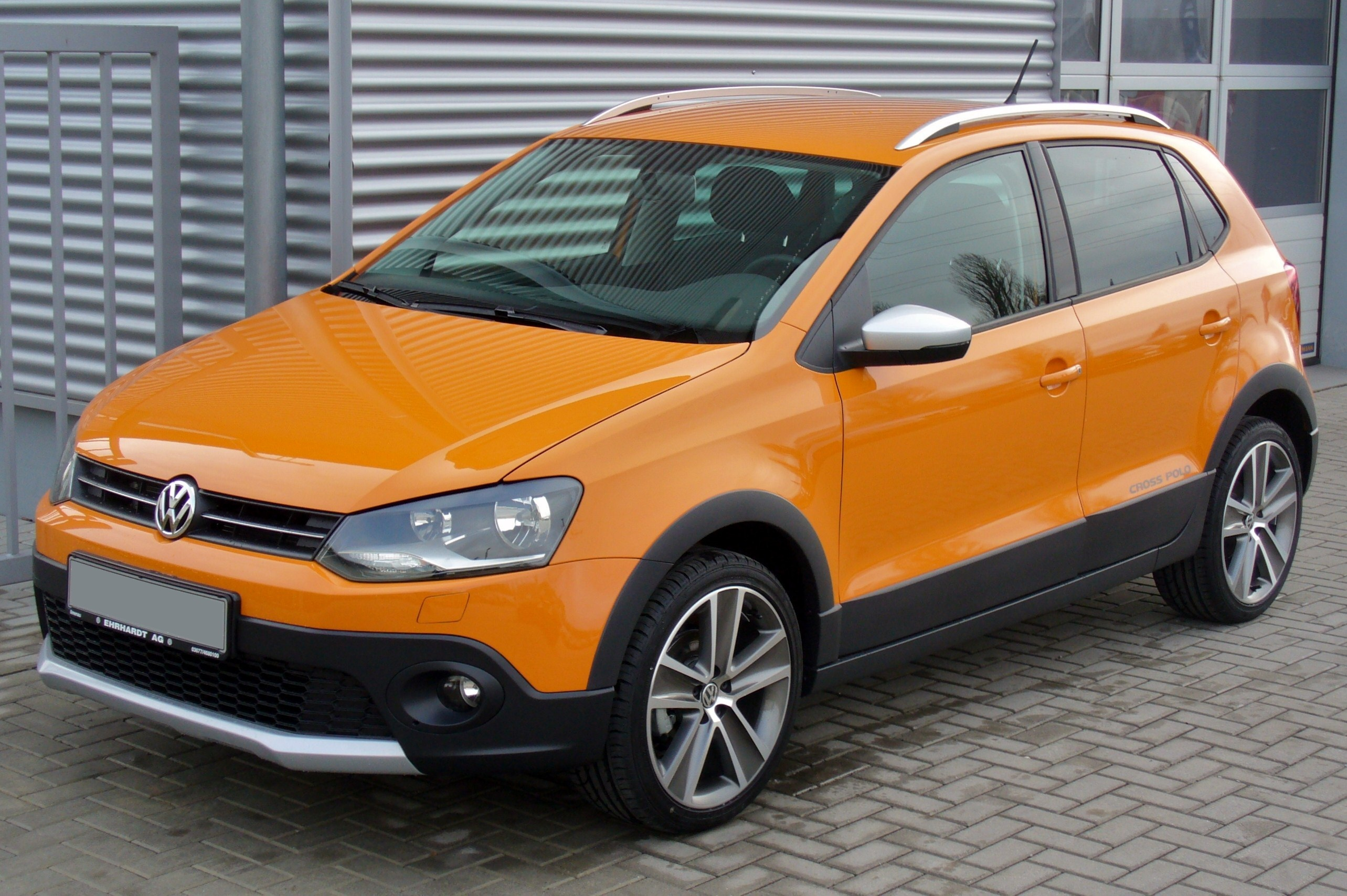
VW CrossPolo (2010–2014)

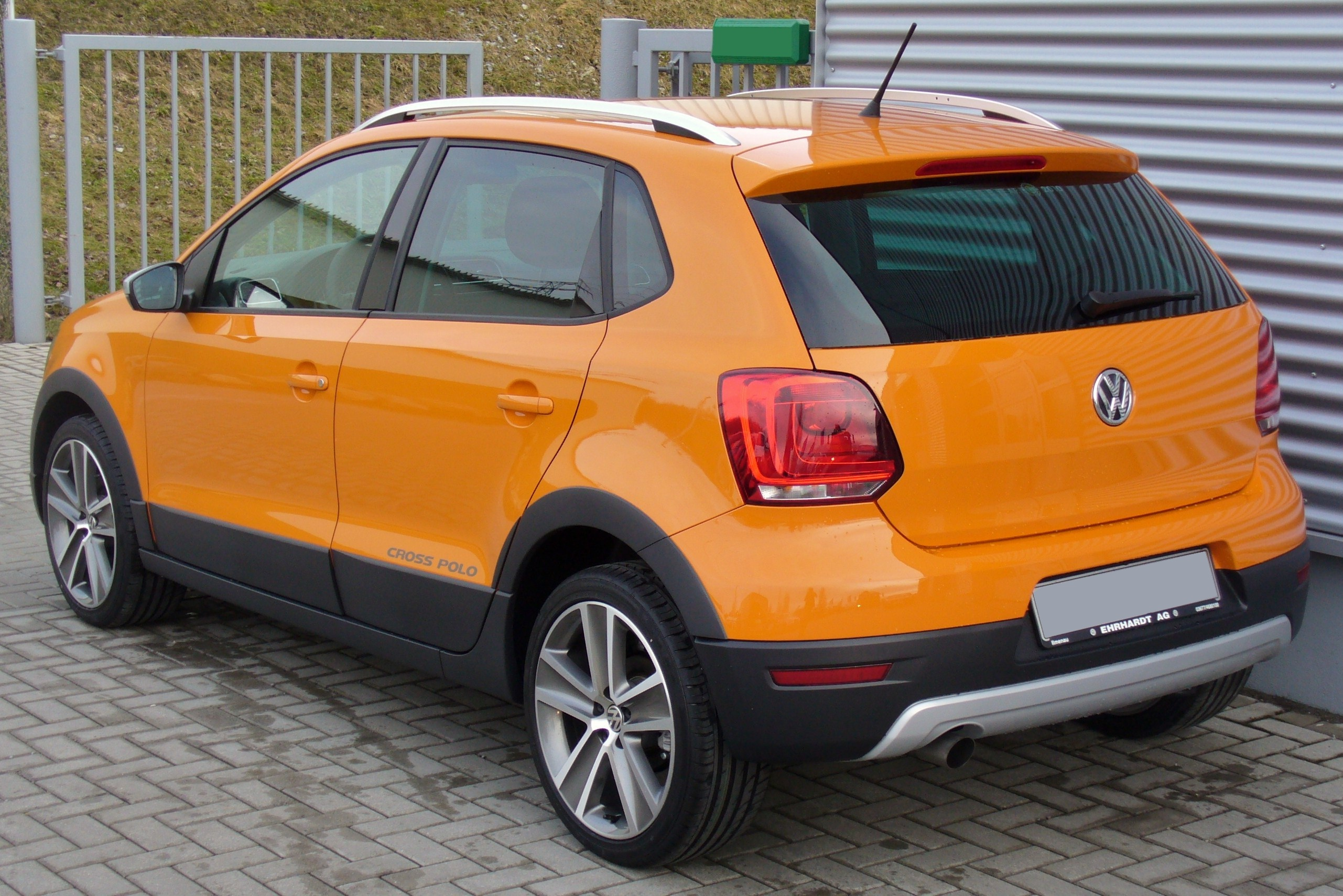
Heckansicht

Der CrossPolo wurde im März 2010 auf dem Auto-Salon in Genf offiziell vorgestellt. Das ausschließlich mit fünf Türen erhältliche Fahrzeug unterscheidet sich von der Normalversion des Polo durch die eigenständige Front- und Heckschürze, Kunststoffabdeckungen an Kotflügeln, Seitenschwellern und Türen, silbern eloxierter Dachreling, serienmäßigen Nebelscheinwerfern und 17-Zoll-Leichtmetallrädern. Die Gehäuse der Außenspiegel sind unabhängig von der Farbe des Fahrzeugs immer silbern lackiert. Die Serienausstattung umfasst unter anderem Sportsitze für Fahrer und Beifahrer, Lederlenkrad und Zentralverriegelung mit Funkfernbedienung.
Als Motorisierungen sind Ottomotoren von 51 bis 77 kW (69 bis 105 PS) und Dieselmotoren von 55 bis 77 kW (75 bis 105 PS) erhältlich. Das Fahrwerk des CrossPolo bietet etwa 15 Millimeter mehr Bodenfreiheit, ist durch den fehlenden Allradantrieb aber nur bedingt für den Einsatz im Gelände geeignet.
Der Vorverkauf des im Volkswagen-Werk im südafrikanischen Uitenhage produzierten CrossPolo begann Anfang März 2010. Die ersten Fahrzeuge wurden im Sommer 2010 ausgeliefert.

### Polo GTI

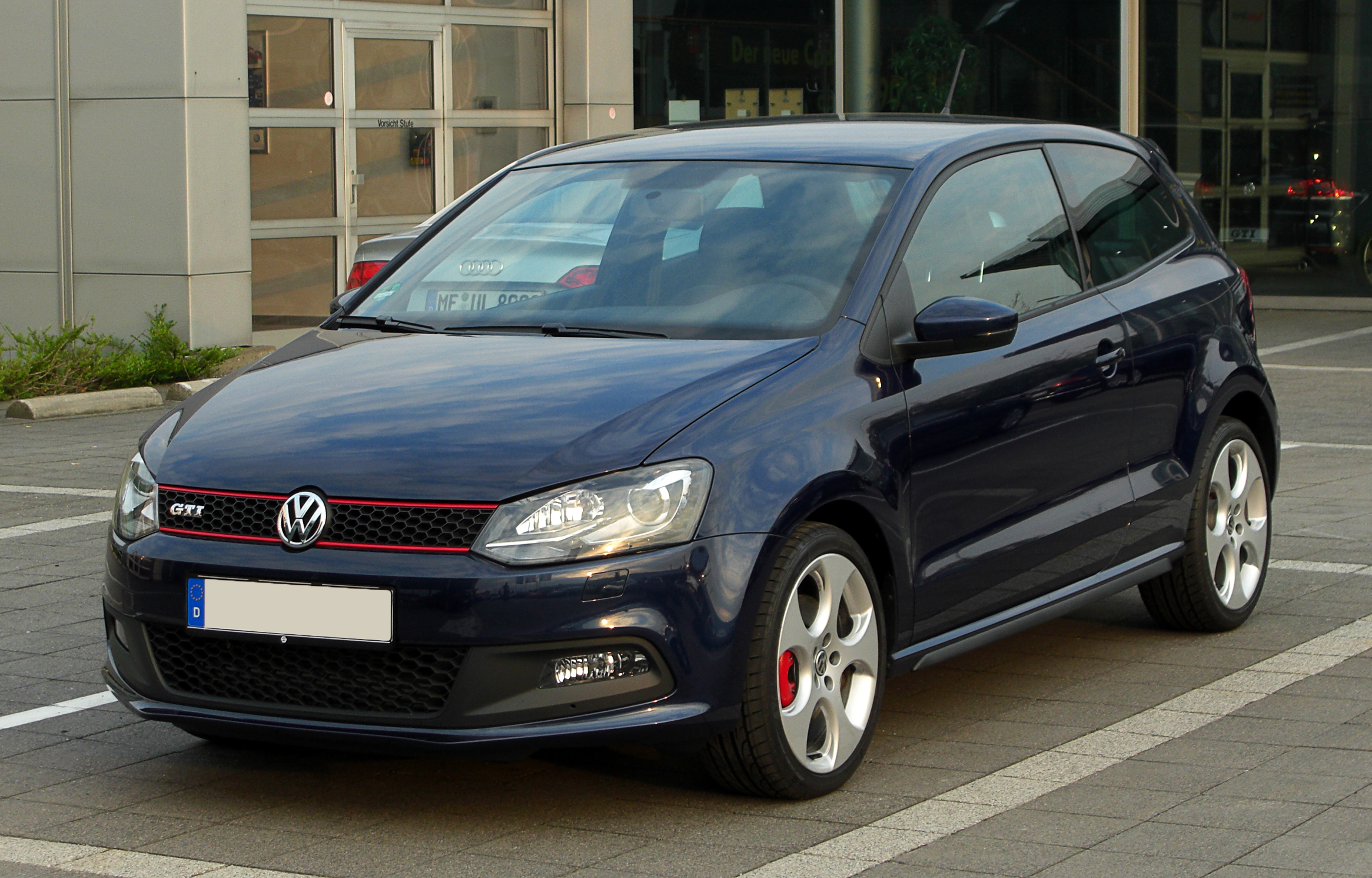
VW Polo GTI (2010–2014)

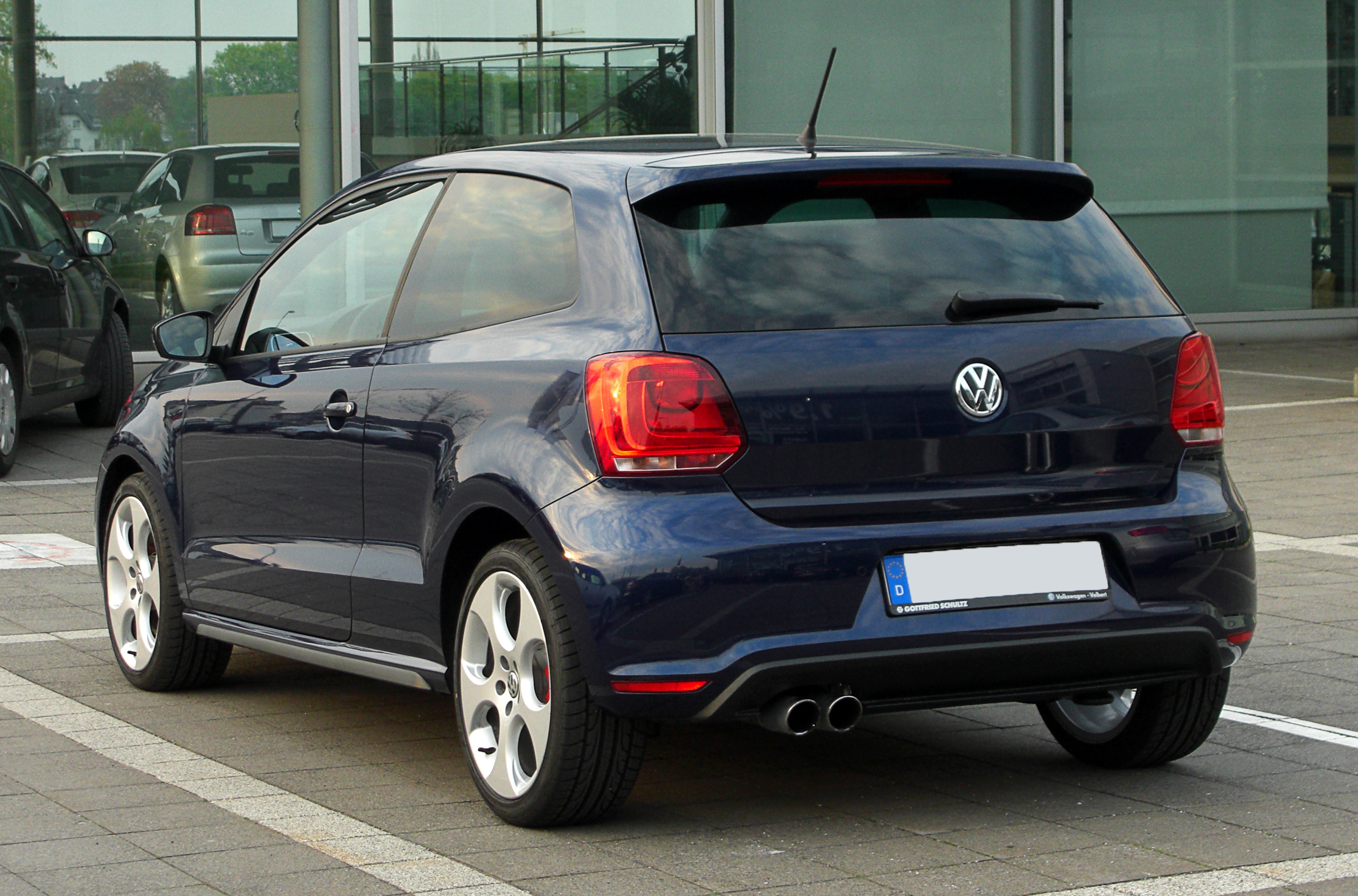
Heckansicht

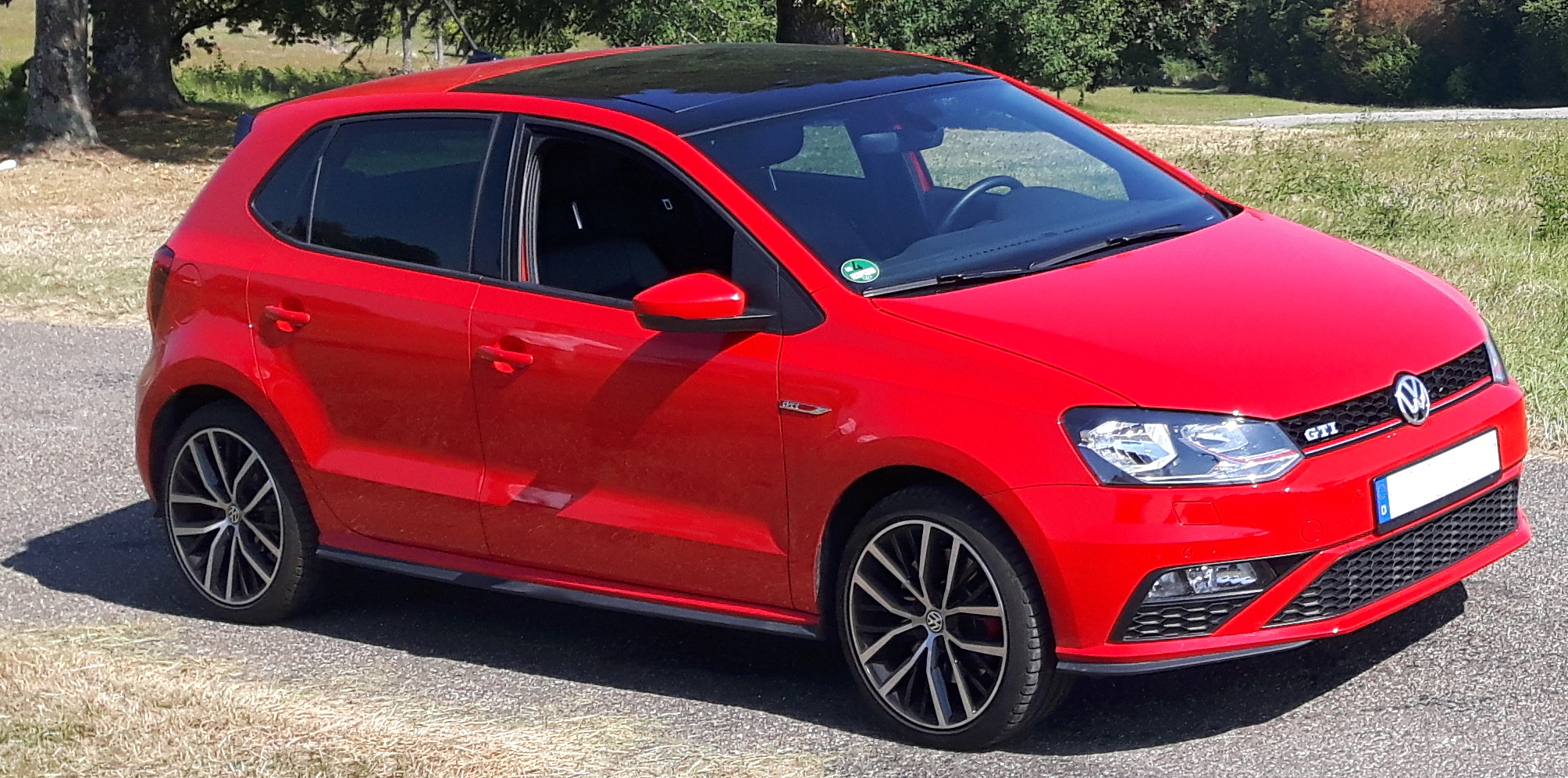
VW Polo GTI (2014–2017)

Der Polo GTI wurde zusammen mit dem CrossPolo Anfang März 2010 auf dem Genfer Auto-Salon präsentiert und kann seit Ende Mai 2010 geordert werden.
Bis 2014 wurden 1,4-Liter-TSI-Ottomotoren mit Turbo- und Kompressoraufladung eingebaut, deren maximale Leistung von 132 kW (180 PS) serienmäßig durch ein Siebengang-Doppelkupplungsgetriebe an die Vorderräder übertragen wird. Laut Herstellerangabe soll das Fahrzeug in 6,9 Sekunden von 0 auf 100 km/h beschleunigen und eine Höchstgeschwindigkeit von 229 km/h erreichen. Gleichzeitig soll durch die modernere Technik der Verbrauch gegenüber dem gleichstarken Vorgängermodell Polo GTI Cup Edition um 25 Prozent verringert worden sein und bei 5,9 Liter auf 100 Kilometer liegen. Dies entspräche einem CO2-Ausstoß von 139 Gramm pro Kilometer.
Außen unterscheidet sich der Polo GTI durch eigenständig gestaltete Front- und Heckschürzen, verbreiterte Seitenschweller, Dachkantenspoiler, serienmäßige Nebelscheinwerfer, rot lackierte Bremssättel, 17-Zoll-Leichtmetallräder und ein verchromtes Auspuff-Doppelendrohr von der normalen Serienversion des Polo. Weiterhin hat er ein Sportfahrwerk mit etwa 15 Millimeter Tieferlegung und erweitertem elektronischen Sperrdifferenzial, das bei schneller Kurvenfahrt durch Abbremsen des kurveninneren Vorderrades die Neigung des Fahrzeugs zum Untersteuern verringern soll. Zusätzlich wurde die Fahrzeugbatterie zur besseren Gewichtsverteilung vom Motorraum in die Reserveradmulde verlegt, wodurch sich das nutzbare Gepäckraumvolumen von 280 auf 204 Liter verringert.
Zum Facelift 2014 wurde der 1,4 TSI Turbo-/Kompressormotor durch einen 1,8 TSI Turbomotor ersetzt, der 141 kW (192 PS) leistet. Das Modell ist seitdem wahlweise mit manuell zu schaltendem 6-Gang-Getriebe oder 7-Gang-DSG erhältlich. Der Motor der Version mit Handschaltgetriebe hat 320 Nm maximales Drehmoment während die DSG-Variante weiterhin auf 250 Nm begrenzt ist.

### Polo R WRC Street

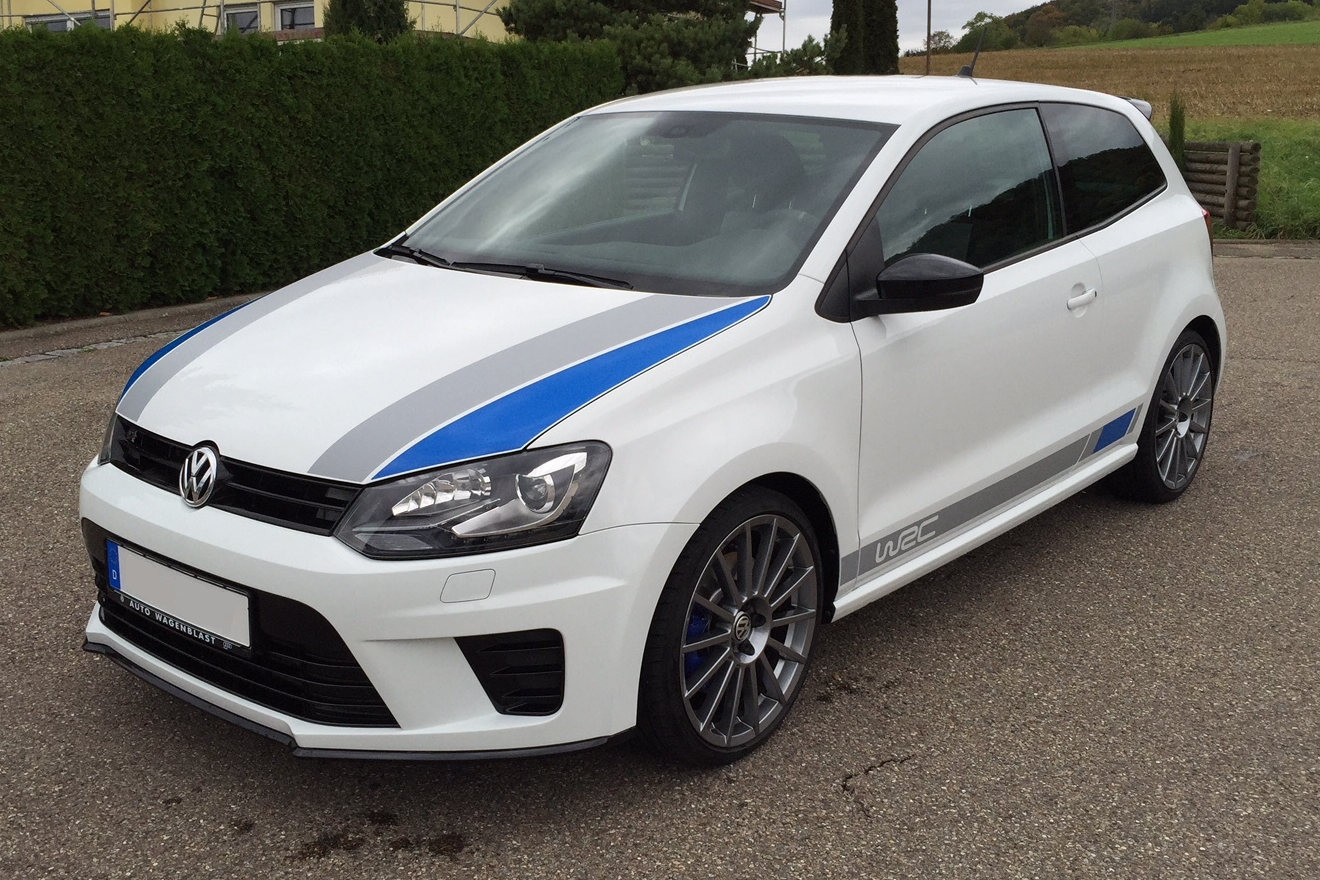
VW Polo R WRC Street

Im Dezember 2012 wurde das besonders sportlich ausgestattete Spitzenmodell der Modellreihe, der „Polo R WRC Street“ in Monaco vorgestellt. Die Straßenversion des eigentlichen Rallyeautos VW Polo R WRC ist auf 2500 Stück limitiert. Der turbogeladene 2,0-Liter-TSI-Ottomotor leistet 162 kW (220 PS) und hat ein maximales Drehmoment von 350 Nm. So beschleunigt der frontgetriebene Polo R WRC Street in 6,4 Sekunden auf 100 km/h und erreicht eine Spitzengeschwindigkeit von 243 km/h. Für eine bessere Straßenlage ist ein Sportfahrwerk mit tiefergelegter Karosserie sowie das elektronische Sperrdifferenzial XDS serienmäßig.

Neu gestaltete Front- und Heckschürzen mit schwarzem Diffusor vorn und hinten, serienmäßige 18-Zoll-Leichtmetallräder, Bi-Xenon-Scheinwerfer mit LED-Tagfahrlicht, blau lackierte Bremssättel sowie ein markanter Heckflügel fallen ebenso auf wie die blau-graue Klebefolie auf Motorhaube und der Fahrzeugseite.
Der Innenraum des Polo R WRC Street ist an den Bezügen aus Alcantara (auch auf dem Lenkrad) und Applikationen aus Aluminium zu erkennen.
Anlass für die Produktion ist die Rückkehr des Herstellers in die Rallye-Weltmeisterschaft. In Anlehnung an die vom Reglement geforderten 2500 Stück wurde auch der Polo R WRC Street auf diese Stückzahl limitiert. Für die Zulassung des Polos als Rallyefahrzeug hat dies jedoch keine Bedeutung, da durch den Bau der geforderten Einheiten eines beliebigen Polos die Auflagen des Reglements bereits erfüllt wurden. Die ersten Fahrzeuge wurden im September 2013 ausgeliefert.

### Polo CityVan
Dieser Lieferwagen hat drei Türen und zwei Sitze. Er ist mit vier Motorvarianten lieferbar:
- Polo CityVan: Benzin 1,2 l mit 44 kW (60 PS)
- Polo CityVan TDI: Diesel 1,2 l mit 55 kW (75 PS)
- Polo CityVan TDI: Diesel 1,6 l mit 66 kW (90 PS)
- Polo CityVan BlueMotion Technology TDI: Diesel 1,6 l mit 66 kW (90 PS)

### Polo Sedan/Vento
Die Stufenheck-Variante Polo Sedan wurde am 2. Juni 2010 in Moskau vorgestellt. Der Radstand des Fahrzeugs ist um 82 Millimeter verlängert und es wurde speziell für die Anforderungen des russischen Marktes entwickelt. Die im Volkswagen-Werk in Kaluga produzierte Limousine ist mit einem 1,6-Liter-Ottomotor mit 77 kW (105 PS) Leistung und wahlweise einem Fünfgang-Schaltgetriebe oder einem sechsstufigen Tiptronic-Automatikgetriebe erhältlich.
In Indien wurde das Modell mit besserer Grundausstattung unter dem Namen „Vento“ angeboten, man kann ihn jedoch nicht als Nachfolger für den Namensvetter bezeichnen. Produziert wurden die Fahrzeuge im indischen Volkswagen-Werk in Chakan. Als Motorisierungen sind ein Otto- und ein Dieselmotor mit jeweils 1,6 Liter Hubraum und 77 kW (105 PS) Leistung erhältlich. Das Fahrzeug ist weitestgehend baugleich mit dem indischen Škoda Rapid.

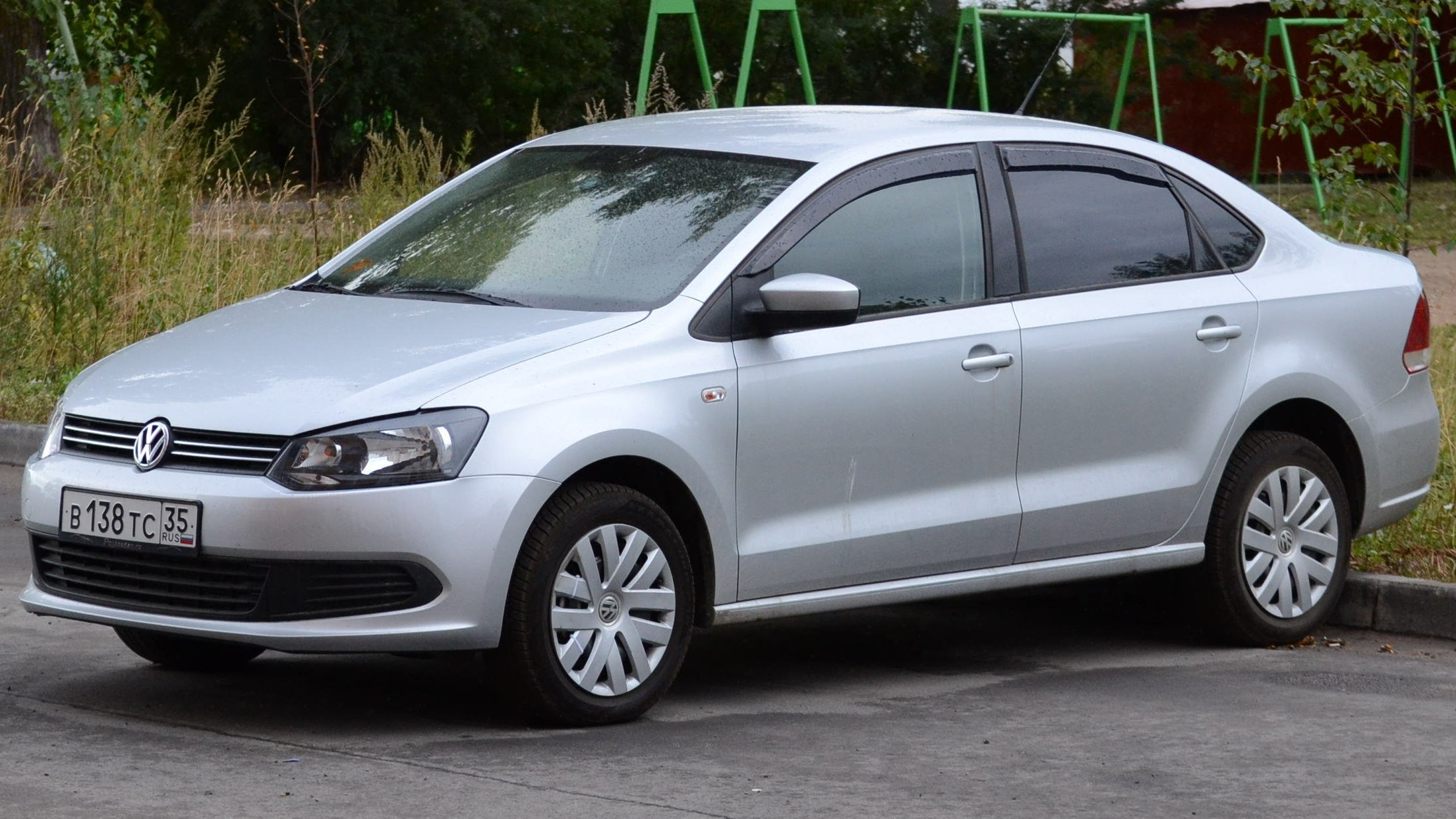
VW Polo Sedan (2011)
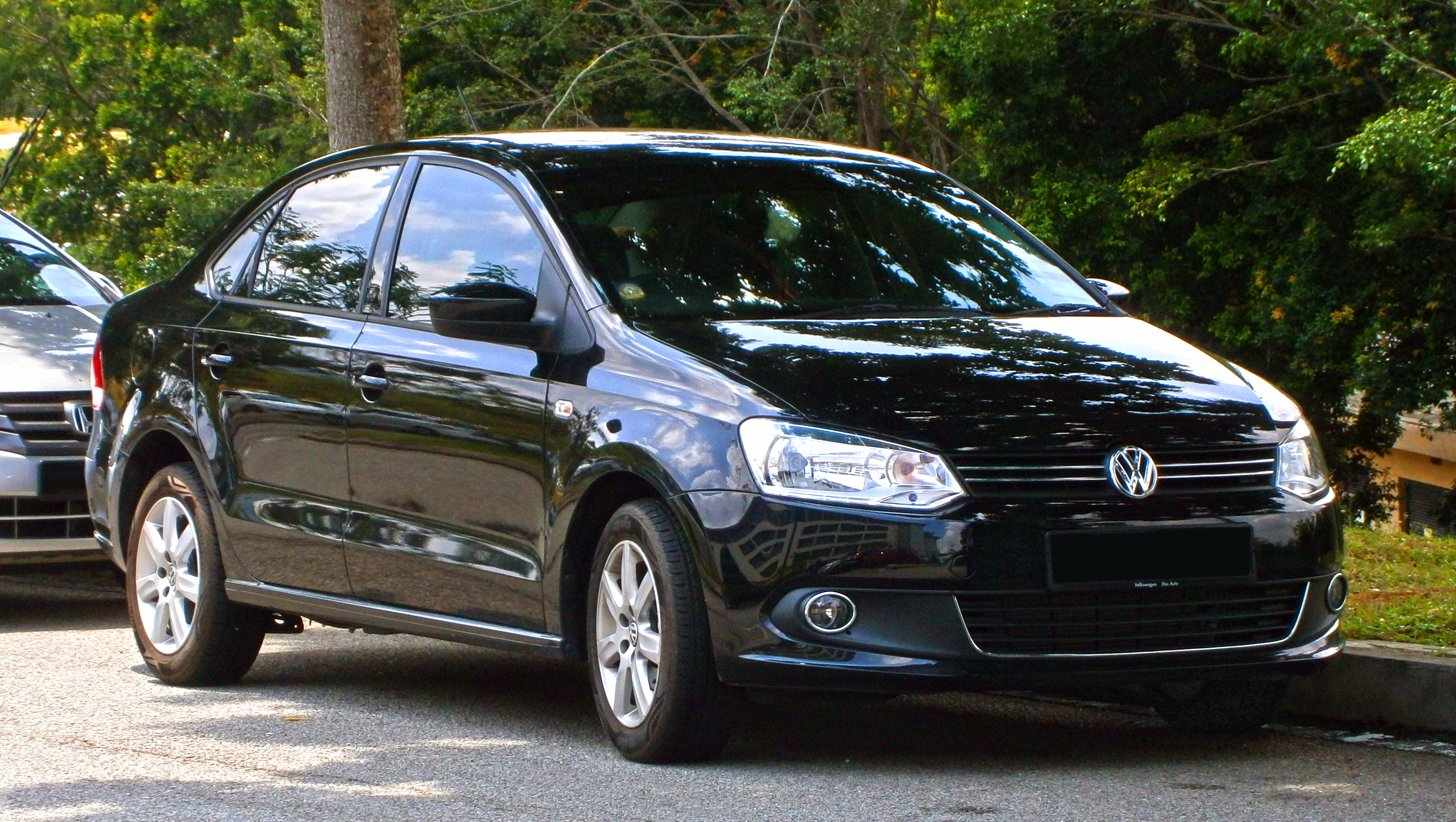
VW Vento (2014)
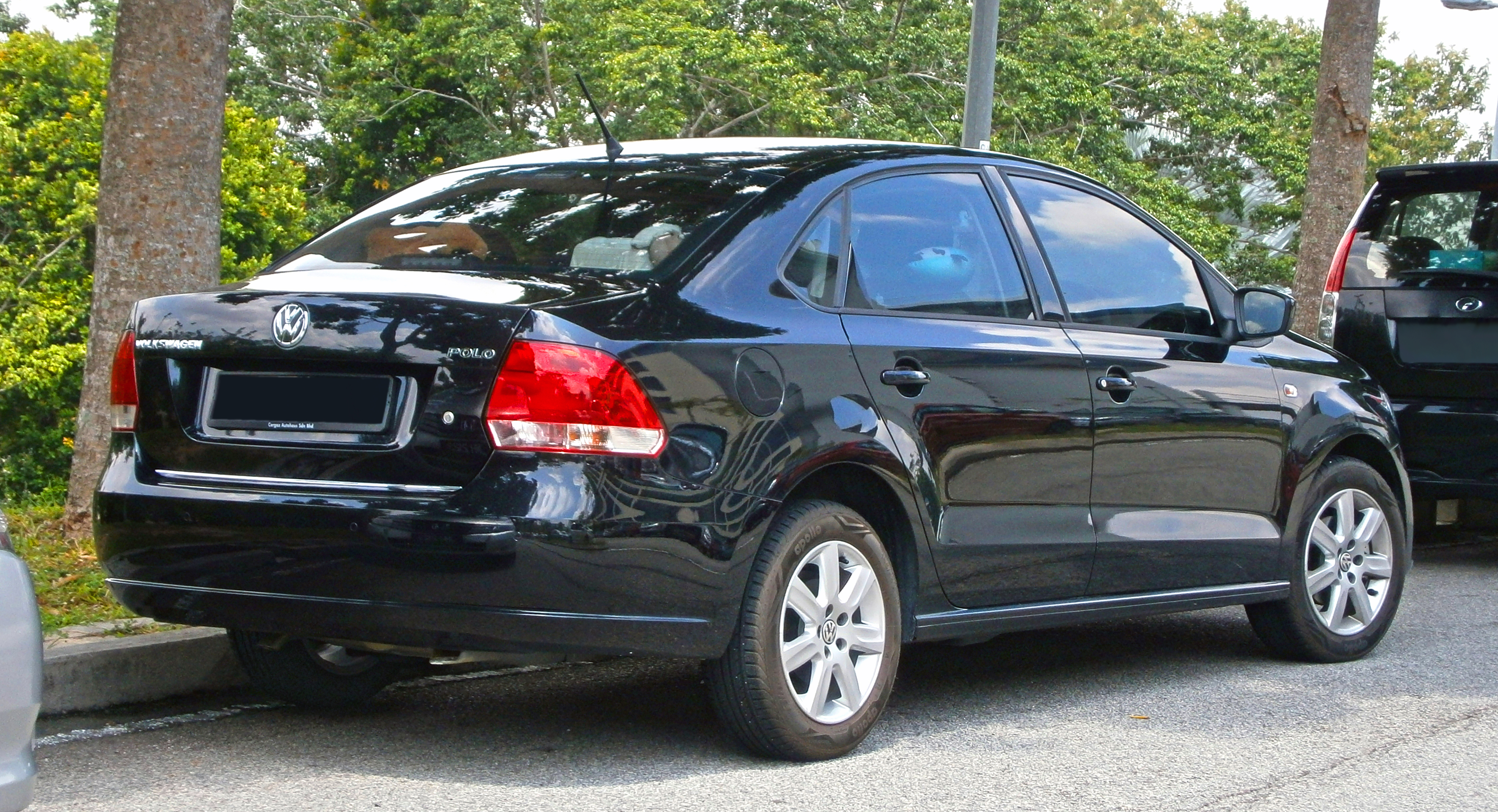
Heckansicht

## Motoren
Zur Markteinführung waren drei Ottomotoren mit 44 bis 63 kW (60 bis 86 PS) und drei Dieselmotoren mit 55 bis 77 kW (75 bis 105 PS) Leistung erhältlich. Die Ottomotoren wurden vom Vorgängermodell übernommen, jedoch technisch überarbeitet, um die Grenzwerte der Euro-5-Abgasnorm zu erfüllen und im Fall des 63-kW-Motors (86 PS) auch die Leistung zu erhöhen. Die 1,6-Liter-Dieselmotoren mit Common-Rail-Einspritzung, die serienmäßig mit Partikelfilter ausgestattet sind, sind komplett neu entwickelt. Im November 2009 wurde ein ebenfalls neu entwickelter 1,2-Liter-TSI-Ottomotor mit 77 kW (105 PS) Leistung eingeführt. Seit Dezember 2009 ist dieser Motor mit Direkteinspritzung und Turboaufladung auch in Kombination mit dem 7-Gang-Doppelkupplungsgetriebe erhältlich.
Ab März 2010 war der Polo mit 63-kW-Ottomotor (86 PS) auch als BiFuel-Variante erhältlich, die mit Benzin und Autogas betankt werden kann. Er hat zusätzlich zum normalen Kraftstofftank mit 45 Liter Volumen einen 52 Liter großen Autogastank in der Reserveradmulde. Der an die höheren thermischen Belastungen angepasste Motor erfüllt die Euro-4-Abgasnorm und leistet im Autogas-Betrieb 60 kW (82 PS). Ende Juni 2010 wurde der Verkauf dieses Modells aus Kapazitätsgründen bis auf Weiteres eingestellt. Seit Februar 2011 wird erneut ein BiFuel-Modell angeboten. Dessen 1,6-Liter-Ottomotor leistet im Gas- und Benzinbetrieb 60 kW (82 PS) und erfüllt die Abgasnorm Euro 5.
Seit Mai 2010 ist der ursprünglich nur im Polo BlueMotion eingesetzte 1,2-Liter-Dieselmotor mit 55 kW (75 PS) Leistung auch für die Normalversion des Polo erhältlich und ersetzt dort den 1,6-Liter-Motor mit 55 kW (75 PS). Der 1,2-Liter-Ottomotor mit 51 kW (70 PS) ist seit November 2010 auch mit BlueMotion-Paket erhältlich.

### Ottomotoren (2009–2014)
|                                             | 1.2                        | 1.2                        | 1.2 „BlueMotion Technology“ | 1.4                        | 1.4 „BiFuel“                                                           | 1.6 „BiFuel“                       | 1.2 TSI                    | 1.2 TSI                     | 1.4 TSI „BlueGT“ (1)              | 1.4 TSI „GTI“                | 1.4 TSI „GTI“                | 2.0 WRC Street                    |
| Bauzeitraum                                 | 03/2009–03/2014            | 03/2009–03/2014            | 11/2010–03/2014             | 03/2009–03/2014            | 03/2010–06/2010                                                        | 01/2011–03/2014                    | 10/2011–03/2014            | 11/2009–03/2014             | 10/2012–03/2014                   | 05/2010–09/2012              | 09/2012–03/2014              | 09/2013–03/2014                   |
| Motorkenndaten                              |                            |                            |                             |                            |                                                                        |                                    |                            |                             |                                   |                              |                              |                                   |
| Motorbaureihe                               | VW EA111                   | VW EA111                   | VW EA111                    | VW EA111                   | VW EA111                                                               | VW EA111                           | VW EA111                   | VW EA111                    | VW EA211                          | VW EA111                     | VW EA111                     | VW EA113                          |
| Motorkennbuchstaben                         | CGPB                       | CGPA                       | CGPA                        | CGGB                       | CMAA                                                                   | CNKA                               | CBZC                       | CBZB                        | CPTA                              | CAVE                         | CTHE                         | CDLJ                              |
| Motortyp                                    | R3-Ottomotor               | R3-Ottomotor               | R3-Ottomotor                | R4-Ottomotor               | R4-Ottomotor                                                           | R4-Ottomotor                       | R4-Ottomotor               | R4-Ottomotor                | R4-Ottomotor                      | R4-Ottomotor                 | R4-Ottomotor                 | R4-Ottomotor                      |
| Anzahl Ventile                              | 12                         | 12                         | 12                          | 16                         | 16                                                                     | 16                                 | 8                          | 8                           | 16                                | 16                           | 16                           | 16                                |
| Ventilsteuerung                             | DOHC, Kette                | DOHC, Kette                | DOHC, Kette                 | DOHC, Zahnriemen           | DOHC, Zahnriemen                                                       | DOHC, Kette                        | OHC, Kette                 | OHC, Kette                  | DOHC, Zahnriemen                  | DOHC, Kette/Zahnriemen       | DOHC, Kette/Zahnriemen       | DOHC, Kette/Zahnriemen            |
| Motoraufladung                              | –                          | –                          | –                           | –                          | –                                                                      | –                                  | Turbolader                 | Turbolader                  | Turbolader                        | Turbolader und Kompressor    | Turbolader und Kompressor    | Turbolader                        |
| Gemischaufbereitung                         | Saugrohreinspritzung       | Saugrohreinspritzung       | Saugrohreinspritzung        | Saugrohreinspritzung       | Saugrohreinspritzung                                                   | Saugrohreinspritzung               | Benzindirekteinspritzung   | Benzindirekteinspritzung    | Benzindirekteinspritzung          | Benzindirekteinspritzung     | Benzindirekteinspritzung     | Benzindirekteinspritzung          |
| Kühlung                                     | Wasserkühlung              | Wasserkühlung              | Wasserkühlung               | Wasserkühlung              | Wasserkühlung                                                          | Wasserkühlung                      | Wasserkühlung              | Wasserkühlung               | Wasserkühlung                     | Wasserkühlung                | Wasserkühlung                | Wasserkühlung                     |
| Bohrung × Hub                               | 76,5 × 86,9 mm             | 76,5 × 86,9 mm             | 76,5 × 86,9 mm              | 76,5 × 75,6 mm             | 76,5 × 75,6 mm                                                         | 76,5 × 86,9 mm                     | 71,0 × 75,6 mm             | 71,0 × 75,6 mm              | 74,5 × 80,0 mm                    | 76,5 × 75,6 mm               | 76,5 × 75,6 mm               | 82,5 × 92,8 mm                    |
| Hubraum                                     | 1198 cm³                   | 1198 cm³                   | 1198 cm³                    | 1390 cm³                   | 1390 cm³                                                               | 1598 cm³                           | 1197 cm³                   | 1197 cm³                    | 1395 cm³                          | 1390 cm³                     | 1390 cm³                     | 1984 cm³                          |
| Verdichtungsverhältnis                      | 10,3:1                     | 10,5:1                     | 10,5:1                      | 10,5:1                     | 10,5:1                                                                 | k. A.                              | 10,0:1                     | 10,0:1                      | 10,5:1                            | 10,0:1                       | 10,0:1                       | 9,8:1                             |
| max. Leistung                               | 44 kW (60 PS) bei 5200/min | 51 kW (69 PS) bei 5400/min | 51 kW (69 PS) bei 5400/min  | 63 kW (86 PS) bei 5000/min | Benzin: 63 kW (86 PS) bei 5000/min Autogas: 60 kW (82 PS) bei 5000/min | 60 kW (82 PS) bei 4000–6000/min    | 66 kW (90 PS) bei 4500/min | 77 kW (105 PS) bei 5000/min | 103 kW (140 PS) bei 4500–6000/min | 132 kW (180 PS) bei 6200/min | 132 kW (180 PS) bei 6200/min | 162 kW (220 PS) bei 4500–6300/min |
| max. Drehmoment                             | 108 Nm bei 3000/min        | 112 Nm bei 3000/min        | 112 Nm bei 3000/min         | 132 Nm bei 3800/min        | Benzin: 132 Nm bei 3800/min Autogas: 126 Nm bei 3800/min               | 145 Nm bei 3800/min                | 160 Nm bei 1500–3500/min   | 175 Nm bei 1550–4100/min    | 250 Nm bei 1500–3500/min          | 250 Nm bei 2000–4500/min     | 250 Nm bei 2000–4500/min     | 350 Nm bei 2500–4400/min          |
| Kraftübertragung                            |                            |                            |                             |                            |                                                                        |                                    |                            |                             |                                   |                              |                              |                                   |
| Antrieb                                     | Vorderradantrieb           | Vorderradantrieb           | Vorderradantrieb            | Vorderradantrieb           | Vorderradantrieb                                                       | Vorderradantrieb                   | Vorderradantrieb           | Vorderradantrieb            | Vorderradantrieb                  | Vorderradantrieb             | Vorderradantrieb             | Vorderradantrieb                  |
| Getriebe, serienmäßig                       | 5-Gang-Schaltgetriebe      | 5-Gang-Schaltgetriebe      | 5-Gang-Schaltgetriebe       | 5-Gang-Schaltgetriebe      | 5-Gang-Schaltgetriebe                                                  | 5-Gang-Schaltgetriebe              | 5-Gang-Schaltgetriebe      | 6-Gang-Schaltgetriebe       | 6-Gang-Schaltgetriebe             | 7-Gang-DSG                   | 7-Gang-DSG                   | 6-Gang-Schaltgetriebe             |
| Getriebe, optional                          | —                          | —                          | —                           | 7-Gang-DSG                 | —                                                                      | —                                  | 7-Gang-DSG                 | 7-Gang-DSG                  | 7-Gang-DSG                        | —                            | —                            | —                                 |
| Messwerte                                   |                            |                            |                             |                            |                                                                        |                                    |                            |                             |                                   |                              |                              |                                   |
| Höchstgeschwindigkeit                       | 157 km/h                   | 165 km/h                   | 165 km/h                    | 177 km/h                   | Benzin: 177 km/h Autogas: 174 km/h                                     | 174 km/h                           | 182 km/h                   | 190 km/h (abgeregelt)       | 210 km/h                          | 229 km/h                     | 229 km/h                     | 243 km/h                          |
| Beschleunigung, 0–100 km/h                  | 16,1 s                     | 14,1 s                     | 14,1 s                      | 11,3 s                     | Benzin: 12,9 s Autogas: 13,4 s                                         | 12,2 s                             | 10,9 s                     | 9,7 s                       | 7,9 s                             | 6,9 s                        | 6,9 s                        | 6,4 s                             |
| Kraftstoffverbrauch auf 100 km (kombiniert) | 5,5 l S                    | 5,5 l S                    | 5,2 l S                     | 5,9 l S mit DSG: 5,8 l S   | Benzin: 6,1 l S Autogas: 8,1 kg                                        | Benzin: 6,0 l S Autogas: 7,6 kg    | 5,1 l S mit DSG: 5,3 l S   | 5,3 l S                     | 4,5 l S                           | 5,9 l S                      | 5,9 l S                      | 7,5 l SP                          |
| CO2-Emission (kombiniert)                   | 128 g/km                   | 128 g/km                   | 119 g/km                    | 139 g/km mit DSG: 135 g/km | Benzin: 146 g/km Autogas: 132 g/km                                     | Benzin: 139 g/km Autogas: 123 g/km | 119 g/km mit DSG: 124 g/km | 124 g/km                    | 105 g/km                          | 139 g/km                     | 139 g/km                     | 174 g/km                          |
| Abgasnorm                                   | Euro 5                     | Euro 5                     | Euro 5                      | Euro 5                     | Euro 4                                                                 | Euro 5                             | Euro 5                     | Euro 5                      | Euro 5                            | Euro 5                       | Euro 5                       | Euro 5                            |

### Dieselmotoren (2009–2014)
|                                             | 1.2 TDI (DPF)              | 1.2 TDI DPF „BlueMotion 87g/89g“ | 1.6 TDI (DPF) (1)          | 1.6 TDI (DPF) (1)          | 1.6 TDI (DPF) „BlueMotion Technology“ (1) | 1.6 TDI (DPF) (1)           |
| Bauzeitraum                                 | 05/2010–03/2014            | 12/2009–03/2014                  | 03/2009–05/2010            | 03/2009–03/2014            | 03/2009–03/2014                           | 03/2009–03/2014             |
| Motorkenndaten                              |                            |                                  |                            |                            |                                           |                             |
| Motorbaureihe                               | VW EA189                   | VW EA189                         | VW EA189                   | VW EA189                   | VW EA189                                  | VW EA189                    |
| Motorkennbuchstaben                         | CFWA                       | CFWA                             | CAYA                       | CAYB                       | CAYB                                      | CAYC                        |
| Motortyp                                    | R3-Dieselmotor             | R3-Dieselmotor                   | R4-Dieselmotor             | R4-Dieselmotor             | R4-Dieselmotor                            | R4-Dieselmotor              |
| Anzahl Ventile                              | 12                         | 12                               | 16                         | 16                         | 16                                        | 16                          |
| Ventilsteuerung                             | DOHC, Zahnriemen           | DOHC, Zahnriemen                 | DOHC, Zahnriemen           | DOHC, Zahnriemen           | DOHC, Zahnriemen                          | DOHC, Zahnriemen            |
| Motoraufladung                              | Turbolader                 | Turbolader                       | Turbolader                 | Turbolader                 | Turbolader                                | Turbolader                  |
| Gemischaufbereitung                         | Common-Rail-Einspritzung   | Common-Rail-Einspritzung         | Common-Rail-Einspritzung   | Common-Rail-Einspritzung   | Common-Rail-Einspritzung                  | Common-Rail-Einspritzung    |
| Kühlung                                     | Wasserkühlung              | Wasserkühlung                    | Wasserkühlung              | Wasserkühlung              | Wasserkühlung                             | Wasserkühlung               |
| Bohrung × Hub                               | 79,5 × 80,5 mm             | 79,5 × 80,5 mm                   | 79,5 × 80,5 mm             | 79,5 × 80,5 mm             | 79,5 × 80,5 mm                            | 79,5 × 80,5 mm              |
| Hubraum                                     | 1199 cm³                   | 1199 cm³                         | 1598 cm³                   | 1598 cm³                   | 1598 cm³                                  | 1598 cm³                    |
| Verdichtungsverhältnis                      | 16,5:1                     | 16,5:1                           | 16,5:1                     | 16,5:1                     | 16,5:1                                    | 16,5:1                      |
| max. Leistung                               | 55 kW (75 PS) bei 4200/min | 55 kW (75 PS) bei 4200/min       | 55 kW (75 PS) bei 4000/min | 66 kW (90 PS) bei 4200/min | 66 kW (90 PS) bei 4200/min                | 77 kW (105 PS) bei 4400/min |
| max. Drehmoment                             | 180 Nm bei 2000/min        | 180 Nm bei 2000/min              | 195 Nm bei 1500–2000/min   | 230 Nm bei 1500–2500/min   | 230 Nm bei 1500–2500/min                  | 250 Nm bei 1500–2500/min    |
| Kraftübertragung                            |                            |                                  |                            |                            |                                           |                             |
| Antrieb                                     | Vorderradantrieb           | Vorderradantrieb                 | Vorderradantrieb           | Vorderradantrieb           | Vorderradantrieb                          | Vorderradantrieb            |
| Getriebe, serienmäßig                       | 5-Gang-Schaltgetriebe      | 5-Gang-Schaltgetriebe            | 5-Gang-Schaltgetriebe      | 5-Gang-Schaltgetriebe      | 5-Gang-Schaltgetriebe                     | 5-Gang-Schaltgetriebe       |
| Getriebe, optional                          | —                          | —                                | —                          | 7-Gang-DSG                 | —                                         | —                           |
| Messwerte                                   |                            |                                  |                            |                            |                                           |                             |
| Höchstgeschwindigkeit                       | 170 km/h                   | 173 km/h                         | 170 km/h                   | 180 km/h                   | 180 km/h                                  | 190 km/h                    |
| Beschleunigung, 0–100 km/h                  | 13,9 s                     | 13,9 s                           | 13,9 s                     | 11,5 s                     | 11,5 s                                    | 10,4 s                      |
| Kraftstoffverbrauch auf 100 km (kombiniert) | 3,8 l D                    | 3,3/3,4 l D                      | 4,2 l D                    | 4,2 l D mit DSG: 4,3 l D   | 3,7 l D                                   | 4,2 l D                     |
| CO2-Emission (kombiniert)                   | 99 g/km                    | 87/89 g/km                       | 109 g/km                   | 109 g/km mit DSG: 112 g/km | 96 g/km                                   | 109 g/km                    |
| Abgasnorm                                   | Euro 5                     | Euro 5                           | Euro 5                     | Euro 5                     | Euro 5                                    | Euro 5                      |

### Ottomotoren (2014–2017)
|                                             | 1.0 „MPI“ (3)                   | 1.0 „BlueMotion Technology“     | 1.0 „MPI“ (3)              | 1.0 „BlueMotion Technology“ | 1.0 TSI „BlueMotion“ (2)        | 1.0 TSI                          | 1.2 TSI „BlueMotion Technology“ | 1.2 TSI „BlueMotion Technology“  | 1.4 TSI „BlueGT“                  | 1.8 GTI                                                        |
| Bauzeitraum                                 | 04/2014–09/2017                 | 04/2014–09/2017                 | 04/2014–09/2017            | 04/2014–09/2017             | 11/2014–09/2017                 | 11/2014–09/2017                  | 04/2014–09/2017                 | 04/2014–09/2017                  | 04/2014–09/2017                   | 11/2014–09/2017                                                |
| Motorkenndaten                              |                                 |                                 |                            |                             |                                 |                                  |                                 |                                  |                                   |                                                                |
| Motorbaureihe                               | VW EA211                        | VW EA211                        | VW EA211                   | VW EA211                    | VW EA211                        | VW EA211                         | VW EA211                        | VW EA211                         | VW EA211                          | VW EA888                                                       |
| Motorkennbuchstaben                         | CHYA                            | CHYA                            | CHYB                       | CHYB                        | CHZB                            | CHZC                             | CJZC                            | CJZD                             | CZEA                              | DAJA/DAJB                                                      |
| Motortyp                                    | R3-Ottomotor                    | R3-Ottomotor                    | R3-Ottomotor               | R3-Ottomotor                | R3-Ottomotor                    | R3-Ottomotor                     | R4-Ottomotor                    | R4-Ottomotor                     | R4-Ottomotor                      | R4-Ottomotor                                                   |
| Anzahl Ventile                              | 12                              | 12                              | 12                         | 12                          | 12                              | 12                               | 16                              | 16                               | 16                                | 16                                                             |
| Ventilsteuerung                             | DOHC, Zahnriemen                | DOHC, Zahnriemen                | DOHC, Zahnriemen           | DOHC, Zahnriemen            | DOHC, Zahnriemen                | DOHC, Zahnriemen                 | DOHC, Zahnriemen                | DOHC, Zahnriemen                 | DOHC, Zahnriemen                  | DOHC, Kette                                                    |
| Motoraufladung                              | –                               | –                               | –                          | –                           | Turbolader                      | Turbolader                       | Turbolader                      | Turbolader                       | Turbolader                        | Turbolader                                                     |
| Gemischaufbereitung                         | Saugrohreinspritzung            | Saugrohreinspritzung            | Saugrohreinspritzung       | Saugrohreinspritzung        | Benzindirekteinspritzung        | Benzindirekteinspritzung         | Benzindirekteinspritzung        | Benzindirekteinspritzung         | Benzindirekteinspritzung          | Benzindirekteinspritzung                                       |
| Kühlung                                     | Wasserkühlung                   | Wasserkühlung                   | Wasserkühlung              | Wasserkühlung               | Wasserkühlung                   | Wasserkühlung                    | Wasserkühlung                   | Wasserkühlung                    | Wasserkühlung                     | Wasserkühlung                                                  |
| Bohrung × Hub                               | 74,5 × 76,4 mm                  | 74,5 × 76,4 mm                  | 74,5 × 76,4 mm             | 74,5 × 76,4 mm              | 74,5 × 76,4 mm                  | 74,5 × 76,4 mm                   | 71,0 × 75,6 mm                  | 71,0 × 75,6 mm                   | 74,5 × 80,0 mm                    | 82,5 × 84,1 mm                                                 |
| Hubraum                                     | 999 cm³                         | 999 cm³                         | 999 cm³                    | 999 cm³                     | 999 cm³                         | 999 cm³                          | 1197 cm³                        | 1197 cm³                         | 1395 cm³                          | 1798 cm³                                                       |
| Verdichtungsverhältnis                      | 10,5:1                          | 10,5:1                          | 10,5:1                     | 10,5:1                      | 10,5:1                          | 10,5:1                           | 10,5:1                          | 10,5:1                           | 10,0:1                            | 10,5:1                                                         |
| max. Leistung                               | 44 kW (60 PS) bei 5000–6000/min | 44 kW (60 PS) bei 5000–6000/min | 55 kW (75 PS) bei 6200/min | 55 kW (75 PS) bei 6200/min  | 70 kW (95 PS) bei 5000–5500/min | 81 kW (110 PS) bei 5000–5500/min | 66 kW (90 PS) bei 4400–5400/min | 81 kW (110 PS) bei 4600–5600/min | 110 kW (150 PS) bei 5000–6000/min | 141 kW (192 PS) bei 4200–6200/min; DSG 5400–6200/min           |
| max. Drehmoment                             | 95 Nm bei 3000–4300/min         | 95 Nm bei 3000–4300/min         | 95 Nm bei 3000–4300/min    | 95 Nm bei 3000–4300/min     | 160 Nm bei 1500–3500/min        | 200 Nm bei 2000–3500/min         | 160 Nm bei 1400–3500/min        | 175 Nm bei 1400–4000/min         | 250 Nm bei 1500–3000/min          | 320 Nm bei 1450–4200/min (1); DSG 250 Nm bei 1250–5300/min (1) |
| Kraftübertragung                            |                                 |                                 |                            |                             |                                 |                                  |                                 |                                  |                                   |                                                                |
| Antrieb                                     | Vorderradantrieb                | Vorderradantrieb                | Vorderradantrieb           | Vorderradantrieb            | Vorderradantrieb                | Vorderradantrieb                 | Vorderradantrieb                | Vorderradantrieb                 | Vorderradantrieb                  | Vorderradantrieb                                               |
| Getriebe, serienmäßig                       | 5-Gang-Schaltgetriebe           | 5-Gang-Schaltgetriebe           | 5-Gang-Schaltgetriebe      | 5-Gang-Schaltgetriebe       | 5-Gang-Schaltgetriebe           | 6-Gang-Schaltgetriebe            | 5-Gang-Schaltgetriebe           | 6-Gang-Schaltgetriebe            | 6-Gang-Schaltgetriebe             | 6-Gang-Schaltgetriebe                                          |
| Getriebe, optional                          | –                               | –                               | –                          | –                           | –                               | 7-Gang-DSG                       | 7-Gang-DSG                      | 7-Gang-DSG                       | 7-Gang-DSG                        | 7-Gang-DSG                                                     |
| Messwerte                                   |                                 |                                 |                            |                             |                                 |                                  |                                 |                                  |                                   |                                                                |
| Höchstgeschwindigkeit                       | 161 km/h                        | 161 km/h                        | 173 km/h                   | 173 km/h                    | 191 km/h                        | 196 km/h                         | 184 km/h                        | 196 km/h                         | 220 km/h                          | 236 km/h                                                       |
| Beschleunigung, 0–100 km/h                  | 15,5 s                          | 15,5 s                          | 14,3 s                     | 14,3 s                      | 10,5 s                          | 9,3 s                            | 10,8 s                          | 9,3 s                            | 7,8 s                             | 6,7 s                                                          |
| Kraftstoffverbrauch auf 100 km (kombiniert) | 5,0 l S                         | 4,7 l S                         | 5,1 l S                    | 4,8 l S                     | 4,1 l S                         | 4,3 l S                          | 4,7 l S                         | 4,9 l S                          | 4,8 l S                           | 6,0 l S, DSG 5,6 l S                                           |
| CO2-Emission (kombiniert)                   | 114 g/km                        | 106 g/km                        | 116 g/km                   | 108 g/km                    | 94 g/km                         | 99 g/km                          | 107 g/km                        | 110 g/km                         | 110 g/km                          | 139 g/km, DSG 129 g/km                                         |
| Abgasnorm                                   | Euro 6                          | Euro 6                          | Euro 6                     | Euro 6                      | Euro 6                          | Euro 6                           | Euro 6                          | Euro 6                           | Euro 6                            | Euro 6                                                         |

### Dieselmotoren (2014–2017)
|                                             | 1.4 TDI DPF „BlueMotion Technology“ |                                |                                      |
| Bauzeitraum                                 | 04/2014–09/2017                     | 04/2014–09/2017                | 04/2014–09/2017                      |
| Motorkenndaten                              |                                     |                                |                                      |
| Motorbaureihe                               | VW EA288                            | VW EA288                       | VW EA288                             |
| Motorkennbuchstaben                         | CUSA/CYZB                           | CUSB                           | CYZA                                 |
| Motortyp                                    | R3-Dieselmotor                      | R3-Dieselmotor                 | R3-Dieselmotor                       |
| Anzahl Ventile                              | 12                                  | 12                             | 12                                   |
| Ventilsteuerung                             | DOHC, Zahnriemen                    | DOHC, Zahnriemen               | DOHC, Zahnriemen                     |
| Motoraufladung                              | Turbolader                          | Turbolader                     | Turbolader                           |
| Gemischaufbereitung                         | Common-Rail-Einspritzung            | Common-Rail-Einspritzung       | Common-Rail-Einspritzung             |
| Kühlung                                     | Wasserkühlung                       | Wasserkühlung                  | Wasserkühlung                        |
| Bohrung × Hub                               | 79,5 × 95,5 mm                      | 79,5 × 95,5 mm                 | 79,5 × 95,5 mm                       |
| Hubraum                                     | 1422 cm³                            | 1422 cm³                       | 1422 cm³                             |
| Verdichtungsverhältnis                      | 16,1:1                              | 16,1:1                         | 16,1:1                               |
| max. Leistung                               | 55 kW (75 PS) bei 3000–3750/min (2) | 66 kW (90 PS) bei 3500/min (2) | 77 kW (105 PS) bei 3500–3750/min (2) |
| max. Drehmoment                             | 210 Nm bei 1500–2000/min            | 230 Nm bei 1500–2500/min       | 250 Nm bei 1750–2500/min             |
| Kraftübertragung                            |                                     |                                |                                      |
| Antrieb                                     | Vorderradantrieb                    | Vorderradantrieb               | Vorderradantrieb                     |
| Getriebe, serienmäßig                       | 5-Gang-Schaltgetriebe               | 5-Gang-Schaltgetriebe          | 5-Gang-Schaltgetriebe                |
| Getriebe, optional                          | –                                   | 7-Gang-DSG                     | –                                    |
| Messwerte                                   |                                     |                                |                                      |
| Höchstgeschwindigkeit                       | 173 km/h (178 km/h (1))             | 184 km/h                       | 194 km/h                             |
| Beschleunigung, 0–100 km/h                  | 12,9 s                              | 10,9 s                         | 9,9 s                                |
| Kraftstoffverbrauch auf 100 km (kombiniert) | 3,4 l (3,1 l (1))                   | 3,4 l, DSG 3,5 l               | 3,4 l                                |
| CO2-Emission (kombiniert)                   | 88 g/km (82 g/km (1))               | 88 g/km, DSG 92 g/km           | 90 g/km                              |
| Abgasnorm                                   | Euro 6                              | Euro 6                         | Euro 6                               |

## Auszeichnungen
2009 erhielt der Polo das Goldene Lenkrad in der Kategorie Kleinwagen. Am 30. November 2009 wurde dem Polo V die Auszeichnung Auto des Jahres 2010 verliehen. Im Jahre 2010 wurde der Polo zum Auto des Jahres in Europa ausgezeichnet.